# Chemische Fabrik v. Heyden
Die Chemische Fabrik v. Heyden in Radebeul war die weltweit erste Arzneimittelfabrik, die in industriellem Maßstab die Produktion eines Arzneimittelstoffes, der Salicylsäure, durchführte. Ab 1897 wurde das Derivat Acetylsalicylsäure, erst unter dem chemischen Namen und später unter dem Handelsnamen Acetylin, als Heilmittel vertrieben. Das Werk, das noch heute Pharmazeutika produziert, liegt in der Meißner Straße 35 der sächsischen Stadt Radebeul.

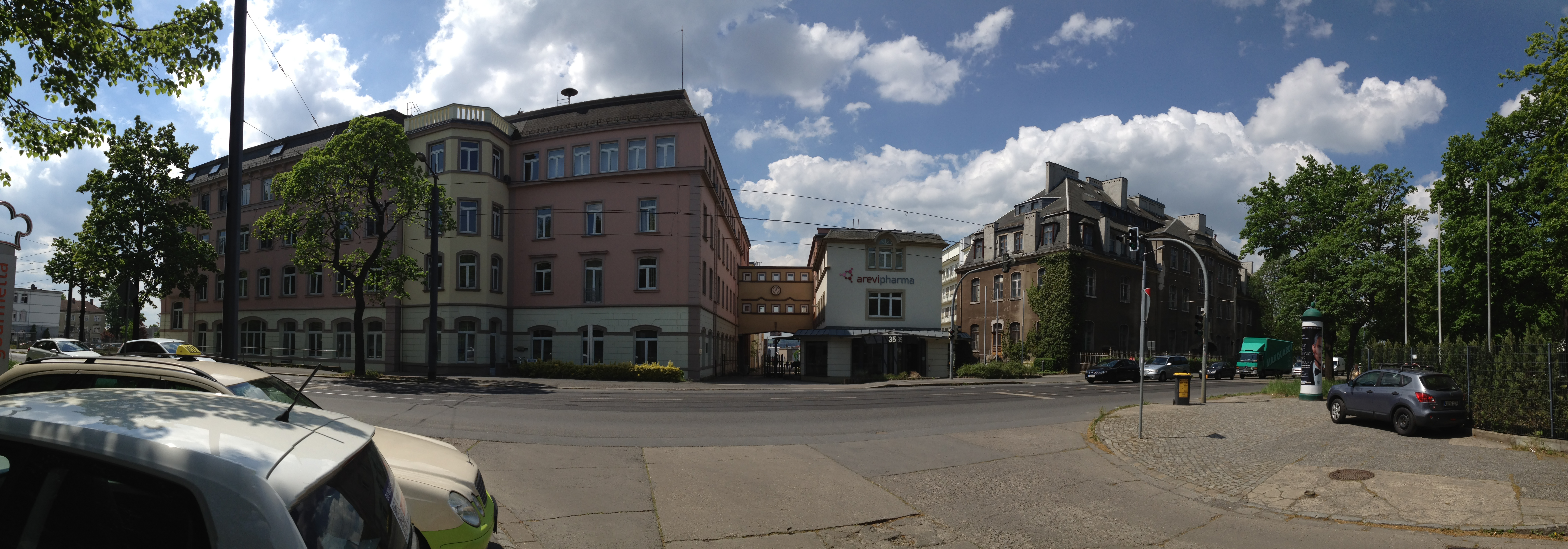
Eingang Meißner Straße 35 (2016)

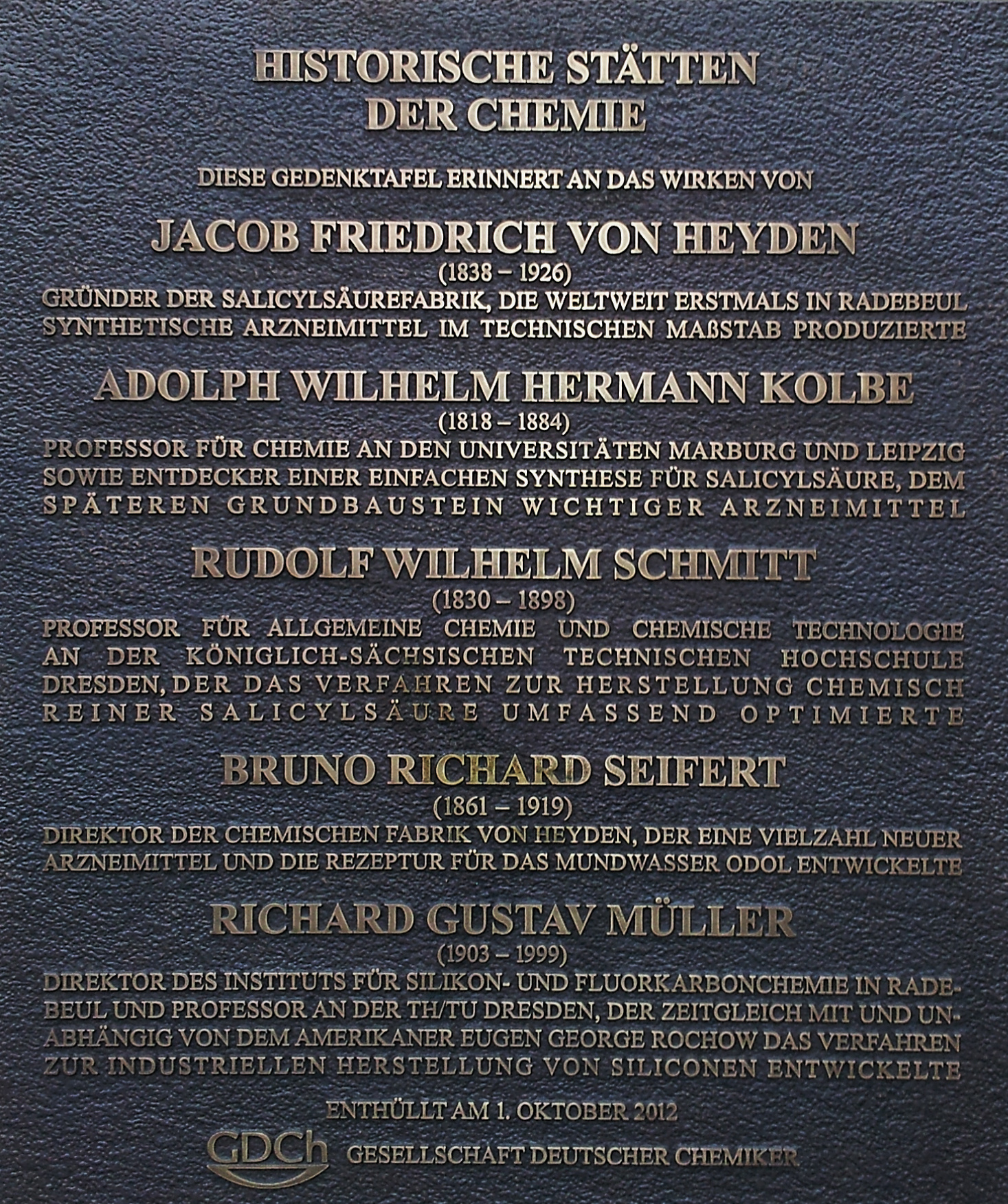
Gedenktafel der GDCh an der Meißner Straße 35 in Radebeul

Zu DDR-Zeiten, 1978, wurde der Betrieb in das Arzneimittelwerk Radebeul umgewandelt und nach der Wende Teil der Degussa. Weitere Unternehmensveränderungen führten 2004 zur Hexal-Syntech und 2007 zum Namen Arevipharma. Im Dezember 2020 wurde bekanntgegeben, dass Arevipharma an neue Eigentümer aus Südkorea verkauft wurde.
Seit dem 1. Oktober 2012 ist die ehemalige Salicylsäurefabrik und spätere Chemische Fabrik Dr. F. von Heyden eine der Historischen Stätten der Chemie, ausgezeichnet durch die Gesellschaft Deutscher Chemiker (GDCh) im Rahmen eines Festakts mit einer Gedenktafel am Hauptgebäude. Diese erinnert an das Wirken von Jacob Friedrich von Heyden, Adolf Wilhelm Hermann Kolbe, Rudolf Wilhelm Schmitt, Bruno Richard Seifert und Richard Gustav Müller.

## Geschichte

Chemische Fabrik v. Heyden, 1898

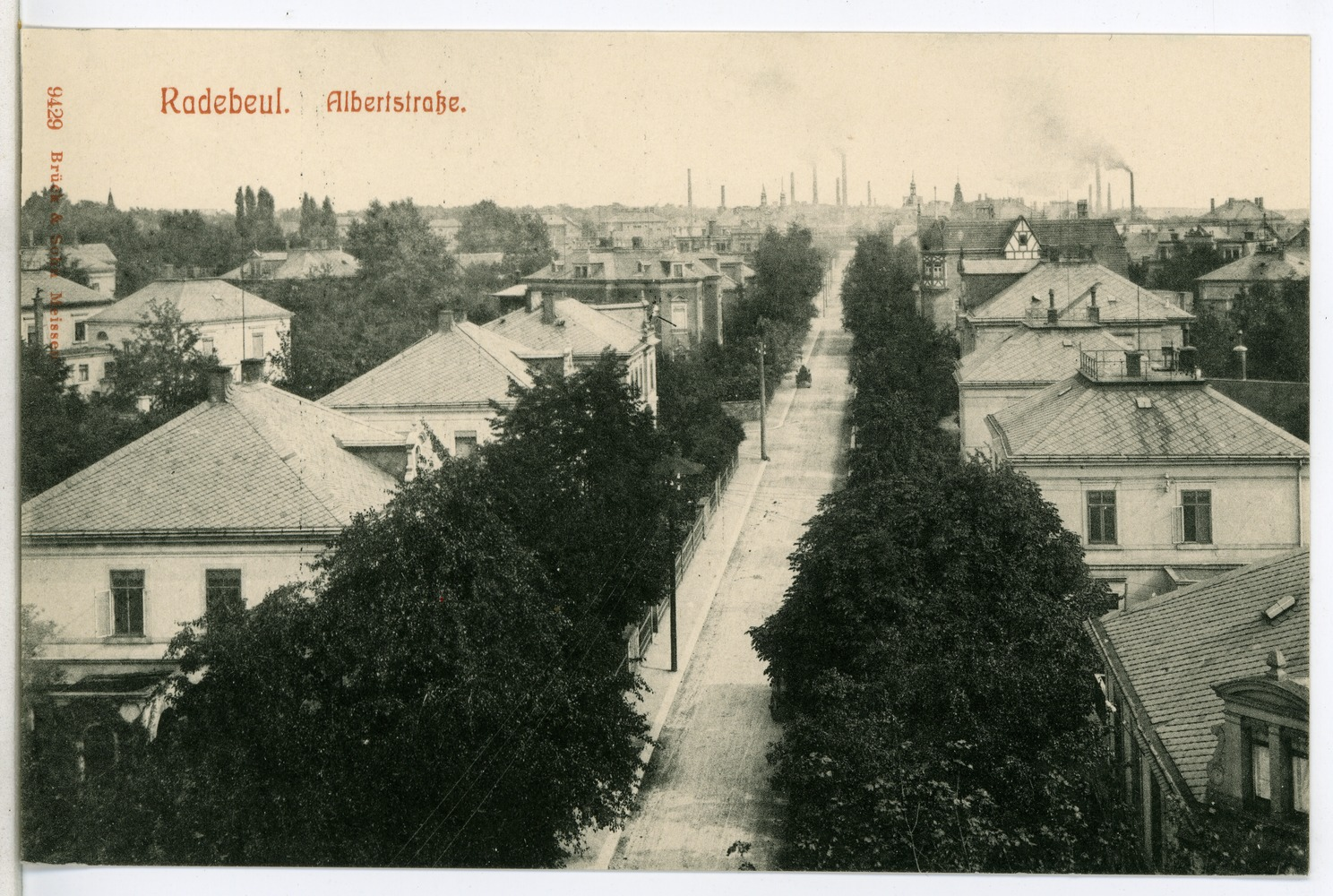
Blick von Westen auf das Radebeuler Industriegebiet, 1908

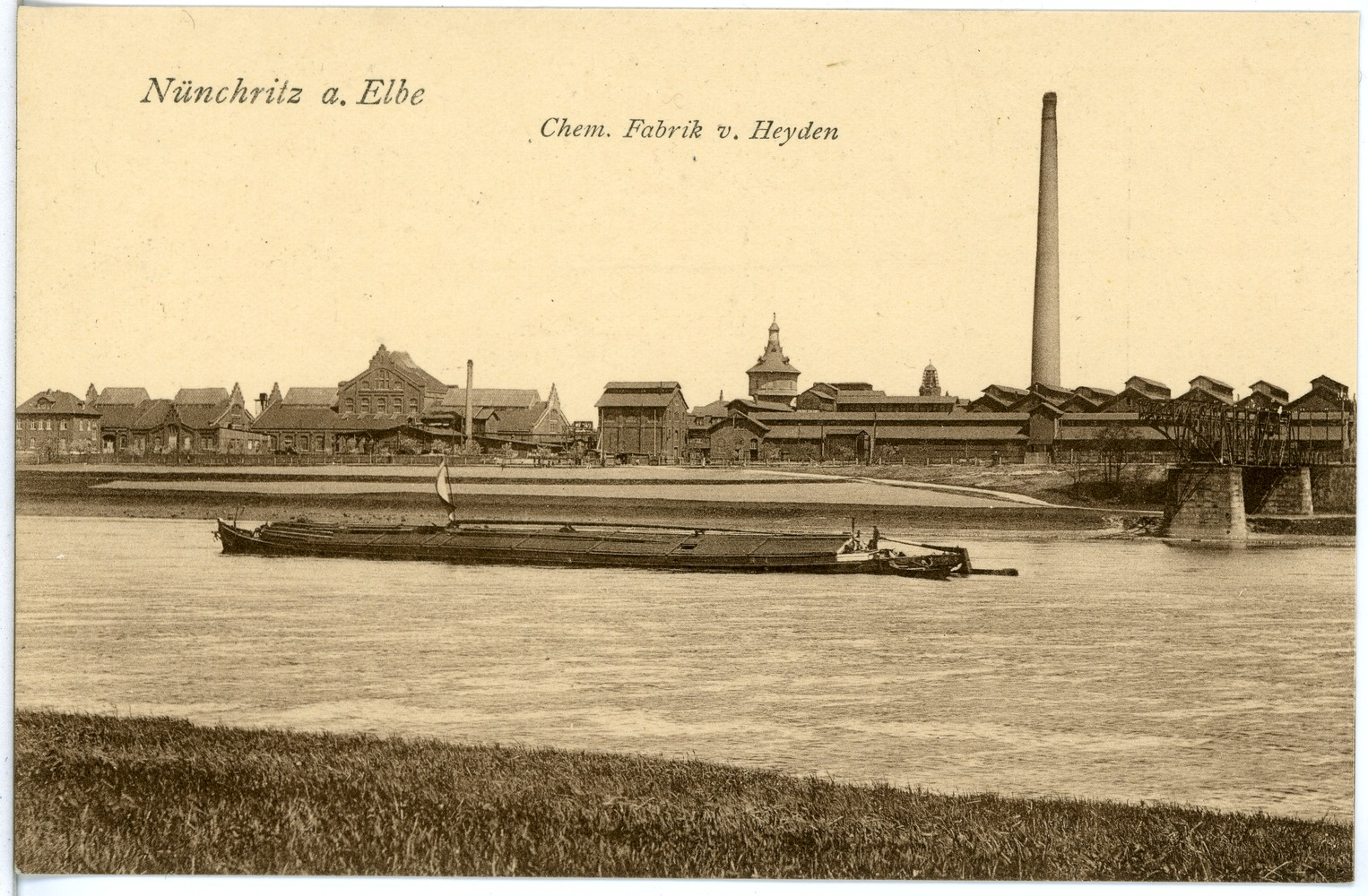
Blick über die Elbe auf das Werk in Nünchritz, 1915

Der Chemiker Friedrich von Heyden promovierte 1873 in Chemie am Polytechnikum Dresden bei Rudolf Schmitt. Dort lernte er den Chemiker Hermann Kolbe kennen, der 1859 die Struktur der Salicylsäure sowie die Kolbe-Synthese (später als Kolbe-Schmitt-Reaktion weiterentwickelt) erarbeitet hatte.
Um seine Vermutungen zu antiseptischen Eigenschaften der Salicylsäure untersuchen zu können, richtete sich von Heyden auf Anregung seines Lehrers Schmitt in der Remise seiner Villa Adolpha in Dresden ein Labor ein. Gleichzeitig entwickelte er ein Verfahren, um Salicylsäure, den Ausgangsstoff für Acetylsalicylsäure (ASS, Aspirin), chemisch rein in industriellem Rahmen herstellen zu können. Um dem steigenden Bedarf nachkommen zu können, baute von Heyden in Dresden 1874 eine Fabrik, die schon im ersten Produktionsjahr zu klein für die Nachfrage war. Daher baute er im gleichen Jahr im Radebeuler Industriegebiet auf dem Grundstück Meißner Straße 35 eine größere Fabrik, die 1875 als Salicylsäure-Fabrik Dr. F. v. Heyden in das Handelsregister eingetragen wurde. Hermann Kolbe brachte das Verfahren der Kolbe-Synthese als Teilhaber ins Unternehmen ein. Es wurde weltweit erstmals eine Arzneimittelsynthese im industriellen Maßstab betrieben. Der Aufbau dieser Fabrik, die sich zu einem der bedeutendsten Chemiewerke Sachsens entwickelte, war gleichzeitig der Beginn der Industrialisierung Radebeuls. Nach dem Tod Hermann Kolbes übernahm Rudolf Schmitt 1884 die wissenschaftliche Leitung des Unternehmens.
1885 zog sich von Heyden aus der Geschäftsleitung des Unternehmens zurück und blieb bis 1919 als Vorsitzender des Aufsichtsrats. Heyden und verkaufte es an den Kaufmann Carl Rentsch und den Chemiker Carl Kolbe. Kolbes Sohn hatte bereits 1884 die fachliche Leitung übernommen. Die Salicylsäure-Fabrik Dr. F. v. Heyden Nachfolger wurde 1896 zur GmbH und 1899 zur Aktiengesellschaft umgewandelt. Carl Kolbe förderte die Wohlfahrt, unter anderem 1899 durch die Einrichtung der mit 25.000 Mark ausgestatteten v. Heyden-Stiftung. Bis 1907 blieb er Generaldirektor der Chemischen Fabrik v. Heyden, im gleichen Jahr 1907 begann der Chemiker Ernst Kegel für das Unternehmen zu arbeiten. Er wurde der spätere langjährige Leiter des Kontroll-Labors und der erste „Doktor-Ingenieur für Chemie“. Rudolf Schmitts Sohn Hermann Schmitt wurde Aufsichtsratsvorsitzender der Chemischen Fabrik v. Heyden. Er war vom 29. Oktober 1923 bis 31. Oktober 1923 als Reichskommissar amtierender sächsischer Innenminister.
Bereits im Jahr 1885 wurde der Chemiker Richard Seifert, ebenfalls ein Schüler von Rudolf Schmitt, eingestellt. Durch seine enormen Fähigkeiten, die ihm den Beinamen „Chemiker von Gottes Gnaden“ einbrachten, steigerten sich Produktion und Produktpalette auf weitere Salicylabkömmlinge wie Acetylsalicylsäure (Acetylin) oder auch Salicylsäurephenylester (Salol), sowie Produkte zur aseptischen Wundbehandlung und Süßstoffe (Zuckerin). Nebenher erforschte Seifert die Rezeptur eines Mundwassers, das er 1891/1892 nach mehrjähriger Forschungsarbeit seinem Freund Karl August Lingner zur Vermarktung überließ, der es als Odol verkaufte. Ab 1907 wurde Seifert Generaldirektor und Nachfolger Carl Kolbes in der Chemischen Fabrik v. Heyden.

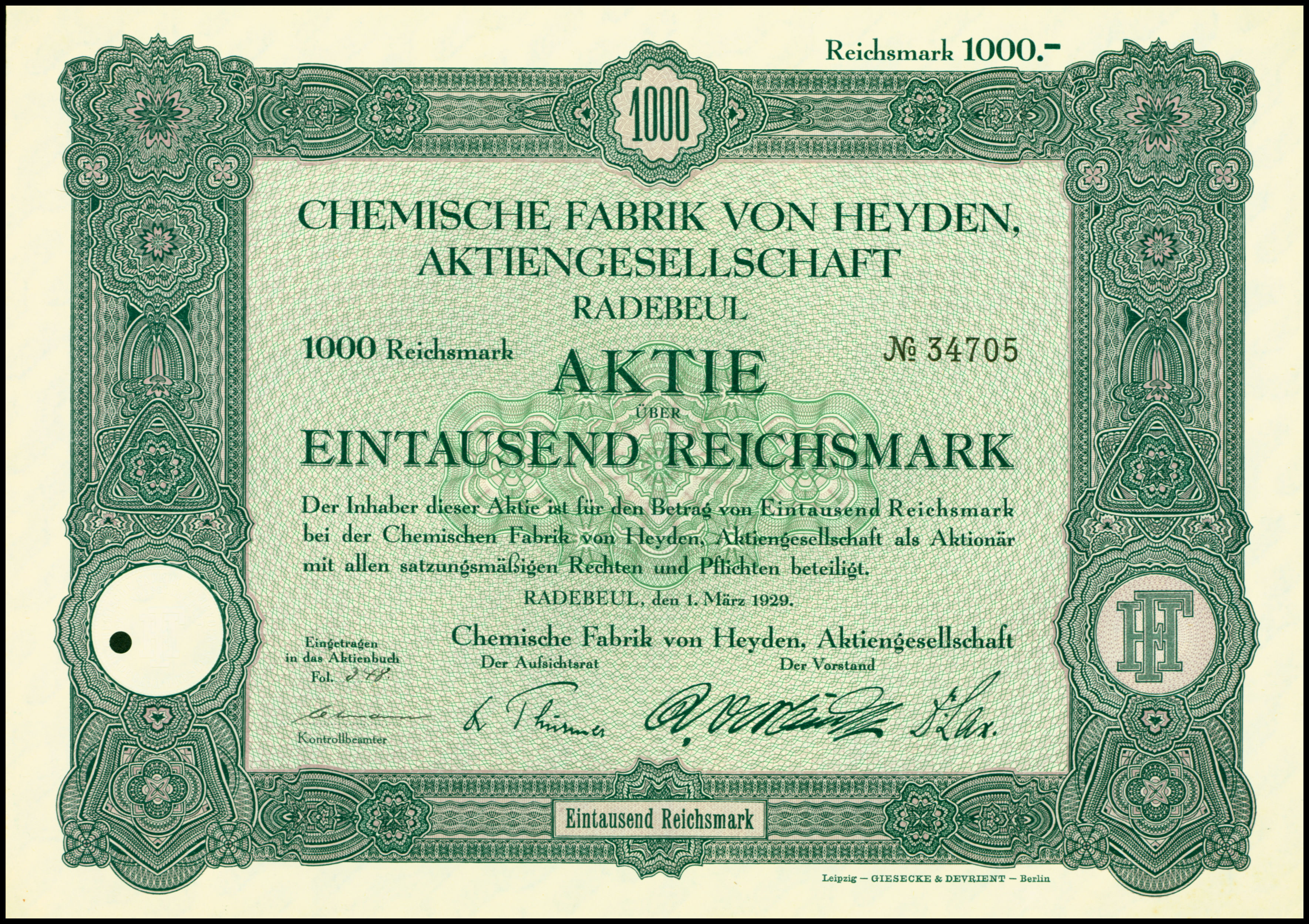
Aktie über 1000 RM der Chemische Fabrik von Heyden AG vom 1. März 1929

Ende des 19. Jahrhunderts brach v. Heyden das bis dahin bestehende Monopol des Magdeburger Chemiewerks Fahlberg-List zur Herstellung des ältesten synthetischen Süßstoffs Saccharin durch einen kostengünstigeren Prozess (siehe auch Saccharinschmuggel).
Das Unternehmen arbeitete gemeinsam mit dem Mediziner und Mikrobiologen Walther Hesse  an der industriellen Herstellung von Agar-Agar.
Durch die Erweiterung auf weitere Produkte wie Grundstoffe für die chemische Industrie und andere Pharmazeutika wuchs das Unternehmen von 200 Mitarbeitern im Jahr 1895, 1500 Mitarbeiter im Jahr 1914 auf 3000 im Jahr 1923. Zweigwerke entstanden in Nünchritz, in Garfield (New Jersey) sowie Hirschfelde bei Zittau und in Weißig. Um 1920 war der Chemiker Wilhelm Lax Direktor und Vorstandsmitglied der Chemischen Fabrik von Heyden AG, zugleich seit 1919 Vizepräsident der Heyden Chemical Corp., New York. Richard Wilhelm Lax ließ sich 1934 in der Radebeuler Riesestraße 2 ein Vierfamilienhaus errichten, das heute unter Denkmalschutz steht.
1922 erwarb das Unternehmen eine Teilfläche des Waldparks Radebeul-Ost, um ihn gewerblich zu nutzen. So entstand 1924 ein Aufenthaltsgebäude für „Beamte“ (Meißner Straße 30), das 1934 durch ein Casino erweitert wurde. 1939 entstand auf dem Areal der betriebseigene Sportplatz.
Ab 1933 arbeitete der Chemiker Richard Müller im Unternehmen. Während seiner Forschungen gelang ihm 1941 die technische Herstellung von Methylchlorsilanen, die das Ausgangsprodukt für die Herstellung der Silikone sind. Da es ihm zeitgleich mit dem US-amerikanischen Chemiker Eugene G. Rochow gelang, wird dieses Verfahren Müller-Rochow-Synthese genannt.

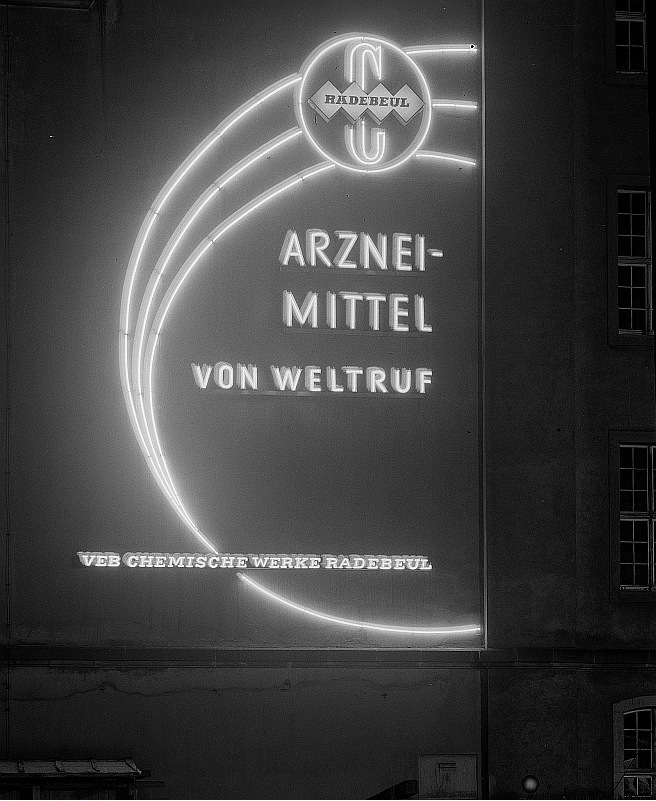
Lichtreklame in den 1950er Jahren

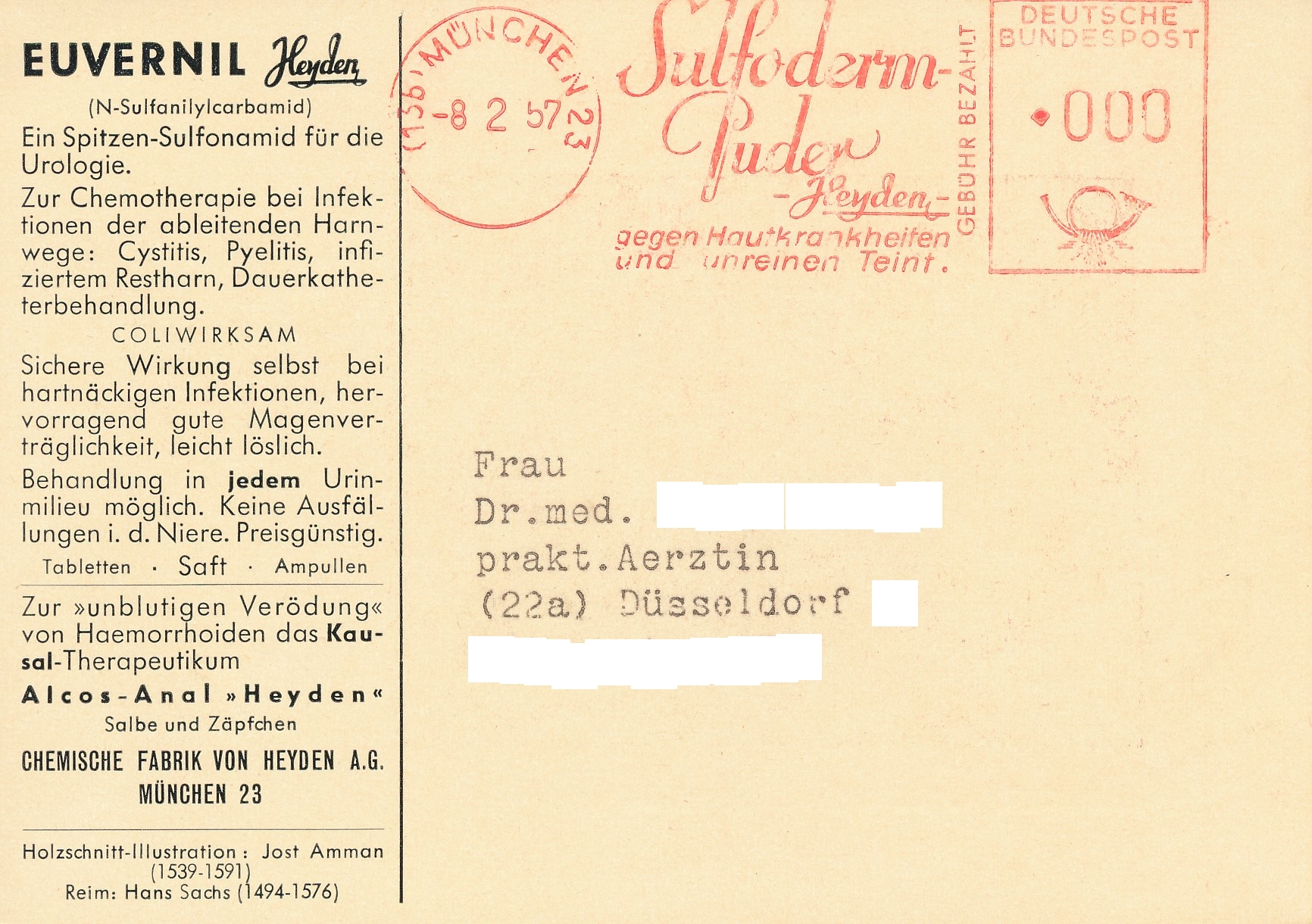
Werbepostkarte mit Absenderfreistempel von 1957

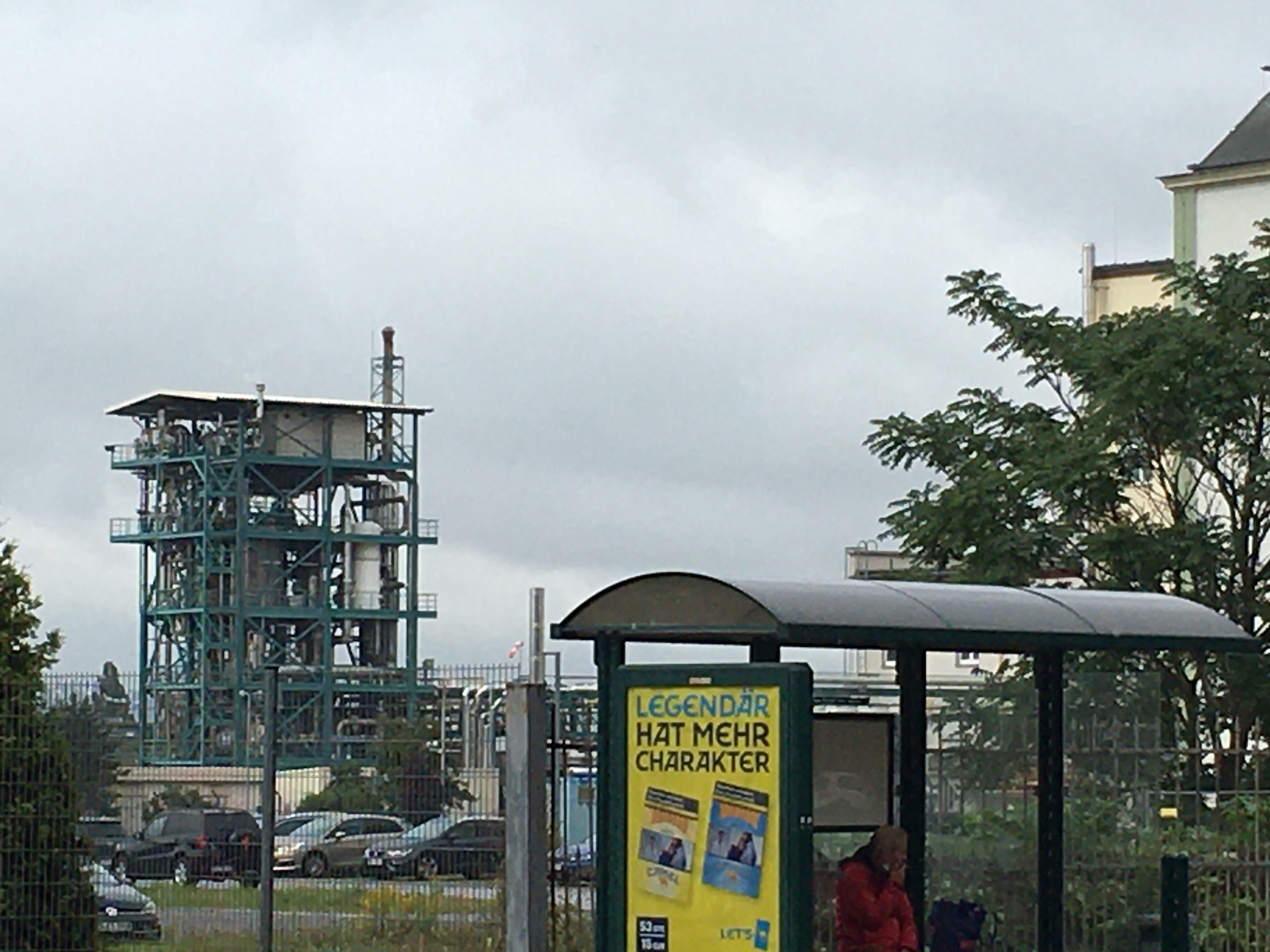
Thermische Behandlungsanlage

Im Verlauf des Zweiten Weltkriegs blieb das Unternehmen von Zerstörungen verschont. Die sowjetische Besatzungsmacht beschlagnahmt jedoch das Radebeuler Werk und demontierte die Anlagen. 1946 lief die Produktion in Radebeul wieder an, was maßgeblich durch Richard Müller befördert wurde. 1947 fing dort der Forscher Ernst Carstens an, der in den folgenden Jahren zahlreiche Produkte entwickelte, insbesondere Antidiabetika. 1948 wurde das Unternehmen enteignet und in einen Volkseigenen Betrieb umgewandelt. Die Gesellschafterversammlung verlegte daraufhin den Unternehmenssitz nach München.
Zu den von der Münchener Aktiengesellschaft Chemische Fabrik von Heyden vertriebenen Arzneimitteln gehörten neben Euvernil und Acetylin auch Coffetylin, Adsorgan, Diopal, Expit, Gastro-Sil, Noviform, Peremesin, Salit-Oel, Salit-Creme, Silargetten und Sulfoderm.
In den enteigneten ostdeutschen Unternehmensteilen wurde Müller 1952 Leiter des „VEB Silikon-Chemie“ in Nünchritz und 1953 wissenschaftlicher Leiter des Gesamtbetriebs. Darüber hinaus war er als Leiter des „Instituts für Silikon- und Fluorcarbonchemie“ tätig. 1951 erhielt Müller den Nationalpreis der DDR. Am 17. Juni 1953 machte er sich zum Wortführer der Arbeiterproteste im VEB Chemische Fabrik v. Heyden.
Im Jahr 1955 errichtete die Chemische Fabrik ein unternehmenseigenes Schulungszentrum auf der nördlichen Seite der Meißner Straße, Ecke Forststraße, die Ausbildungsstätte Freie Jugend. 1958 wurde das Unternehmen aus juristischen Gründen in VEB Chemische Werke Radebeul umbenannt, da der Name von Heyden an das westdeutsche Unternehmen gegangen war. Am 1. Januar 1961 wurde der VEB Chemische Werke Radebeul in den VEB Arzneimittelwerk Dresden eingegliedert. Die nach München verlegte Chemische Fabrik von Heyden Aktiengesellschaft wurde 1969 als Squibb-von Heyden GmbH Teil der Squibb Corporation.
Im Jahr 2003 sollte der Betrieb geschlossen werden. Um die Tradition der Pharmaindustrie in Radebeul und vor allem ihre Arbeitsplätze zu sichern, engagierten sich Belegschaft und der Betriebsrat (wofür die Betriebsratsvorsitzende später mit dem Radebeuler Couragepreis ausgezeichnet wurde), und es gelang die Übernahme durch die Hexal AG der Brüder Andreas und Thomas Strüngmann. Diese behielten bei der Veräußerung der Hexal an die Novartis das Radebeuler Werk.
Im Jahr 2006 wurde die Arzneimittelproduktion der AWD.pharma an die italienische Menarini-Gruppe verkauft, die für ihr Werk in Dresden den historischen Namen von Heyden wieder nutzt.
Das bis 1905 in Nünchritz errichtete Zweigwerk ist noch Standort einer chemischen Fabrik, in der Silane, Siloxane und Silikonöle, aber auch hochreines polykristallines Silicium produziert werden. Das seit Oktober 1998 zur Wacker Chemie gehörende Werk beschäftigt 1400 Mitarbeiter (Stand: 31. Dezember 2012) und ist einer der großen industriellen Arbeitgeber des Landkreises Meißen. Zu Ehren des Unternehmensgründers wurde Friedrich-von-Heyden-Platz 1 in Nünchritz als Adresse des Werkes benannt.
Im Jahr 2012 wurde die ehemalige Salicylsäurefabrik und spätere ‚Chemische Fabrik Dr. F. von Heyden‘ durch die Gesellschaft Deutscher Chemiker (GDCh) zu einer der Historischen Stätten der Chemie ernannt und eine Gedenktafel der verdienten Chemiker gespendet.
Im Dezember 2020 verkauften die Brüder Strüngmann die arevipharma an neue Eigentümer aus Südkorea.

## Denkmalgeschützte Werksgebäude
Das Werksgelände wurde vom Grundstück Meißner Straße 35 aus erweitert und belegt zeitnah ein großes Areal zwischen Meißner, Forst-, Sidonien- und Kiefernstraße. Zum Werksgelände gehörten zu DDR-Zeiten auch die Gebäude der Fabrik auf der nördlichen (gegenüberliegenden) Seite der Meißner Straße. Nach der Wende wurden Stück für Stück die nicht mehr betriebsnotwendigen Gebäude herausgelöst und anderen Verwendungen außerhalb des Pharmaunternehmens zugeführt.

### Fabrikations- und Verwaltungsgebäude Meißner Straße 35

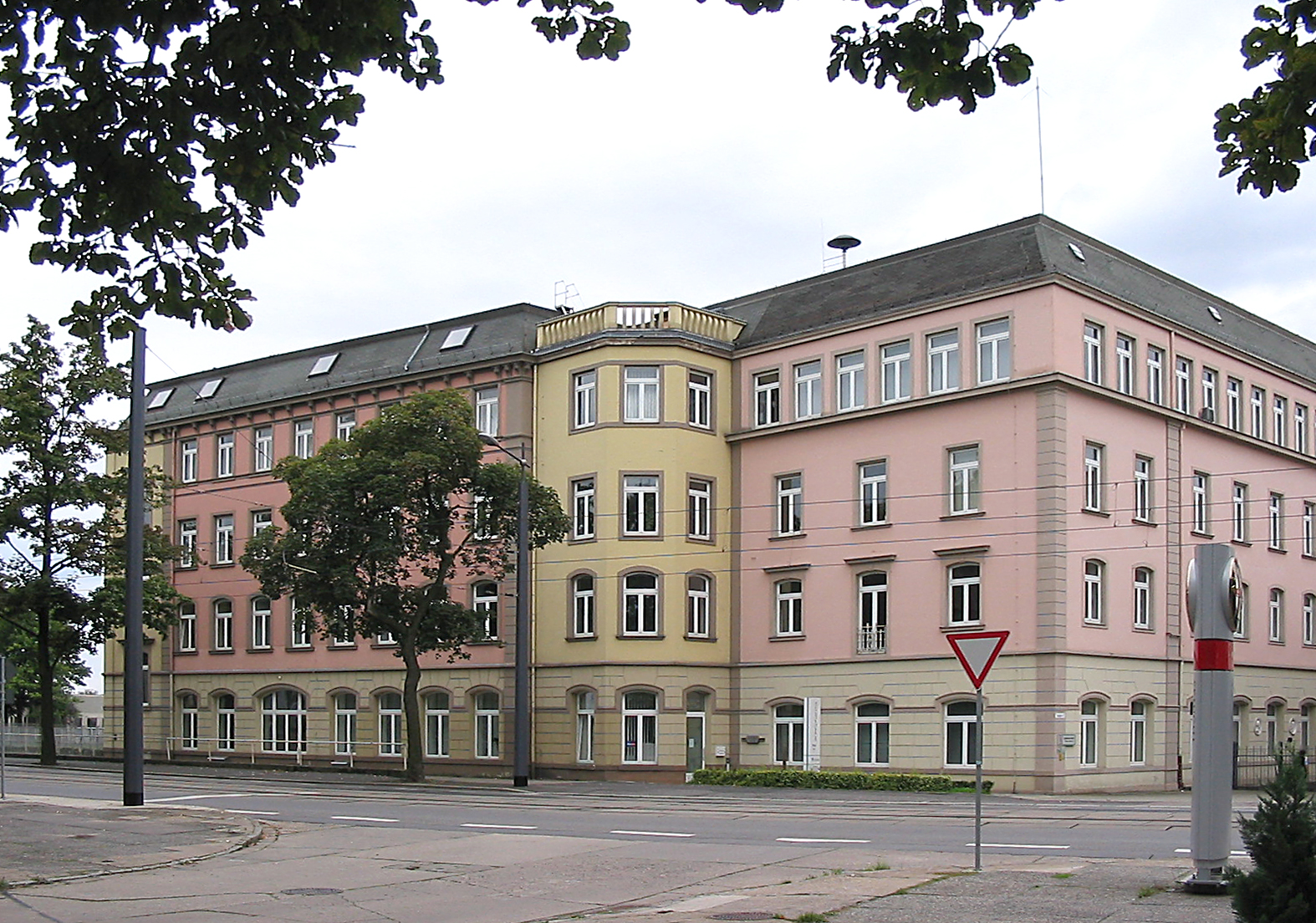
Chemische Fabrik v. Heyden, Meißner Straße 35

Das unter Denkmalschutz stehende, viergeschossige Fabrikations- und Verwaltungsgebäude (51° 5′ 48,7″ N, 13° 41′ 35,1″ O) steht direkt links vom Haupteingang mit einer langgestreckten Straßenfront direkt zur Meißner Straße. Das Gebäude hat Eckrisalite sowie ein Plattformdach. Die Putzfassade ist im Erdgeschoss mit Nutungen versehen.
Drei Geschosse des Gebäudes stammen aus dem Jahr 1900 und der Bau wurde 1912 auf die bestehende Höhe aufgestockt.

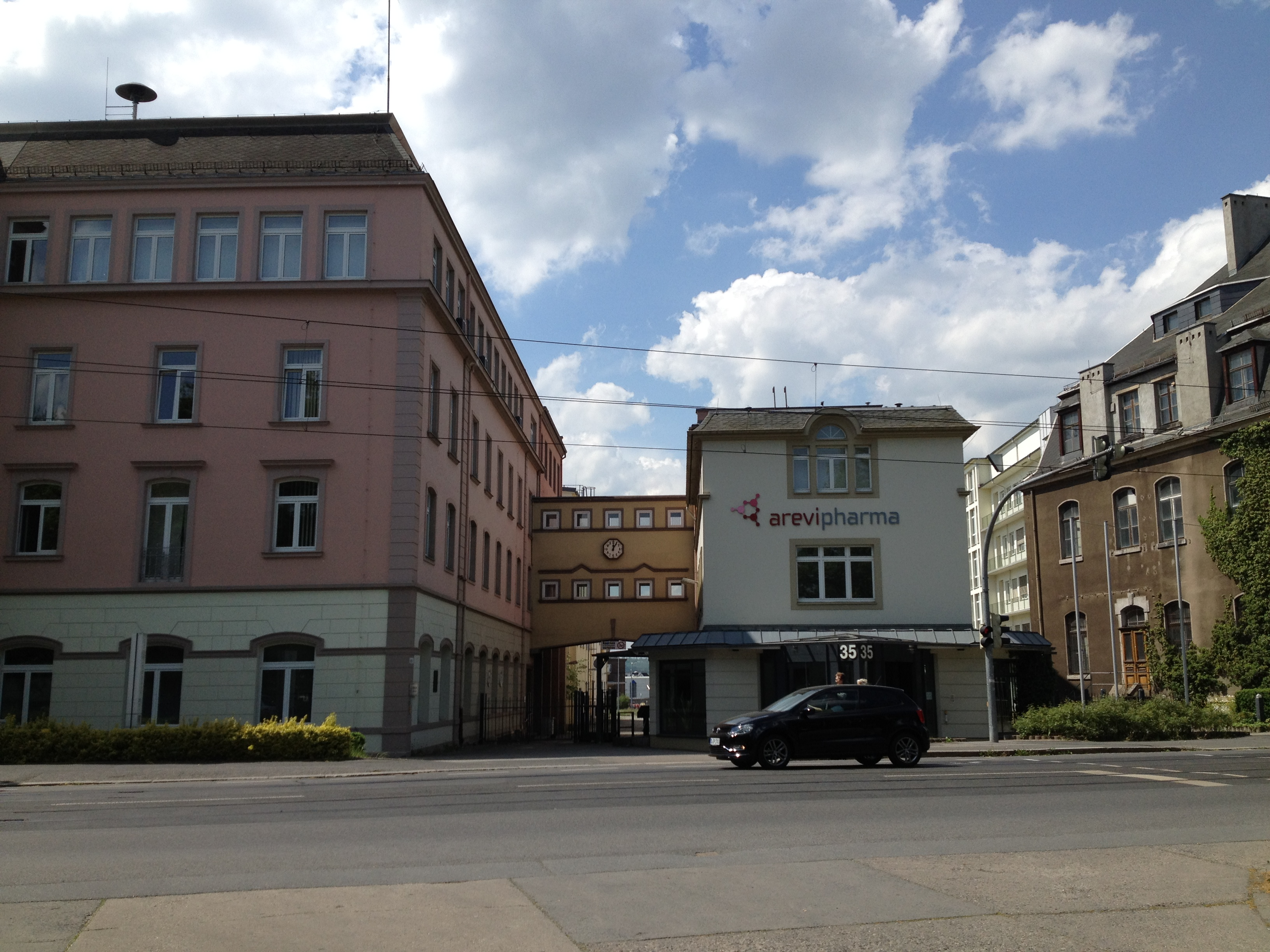
Zur Nr. 35 (links) gehörendes Eingangsgebäude
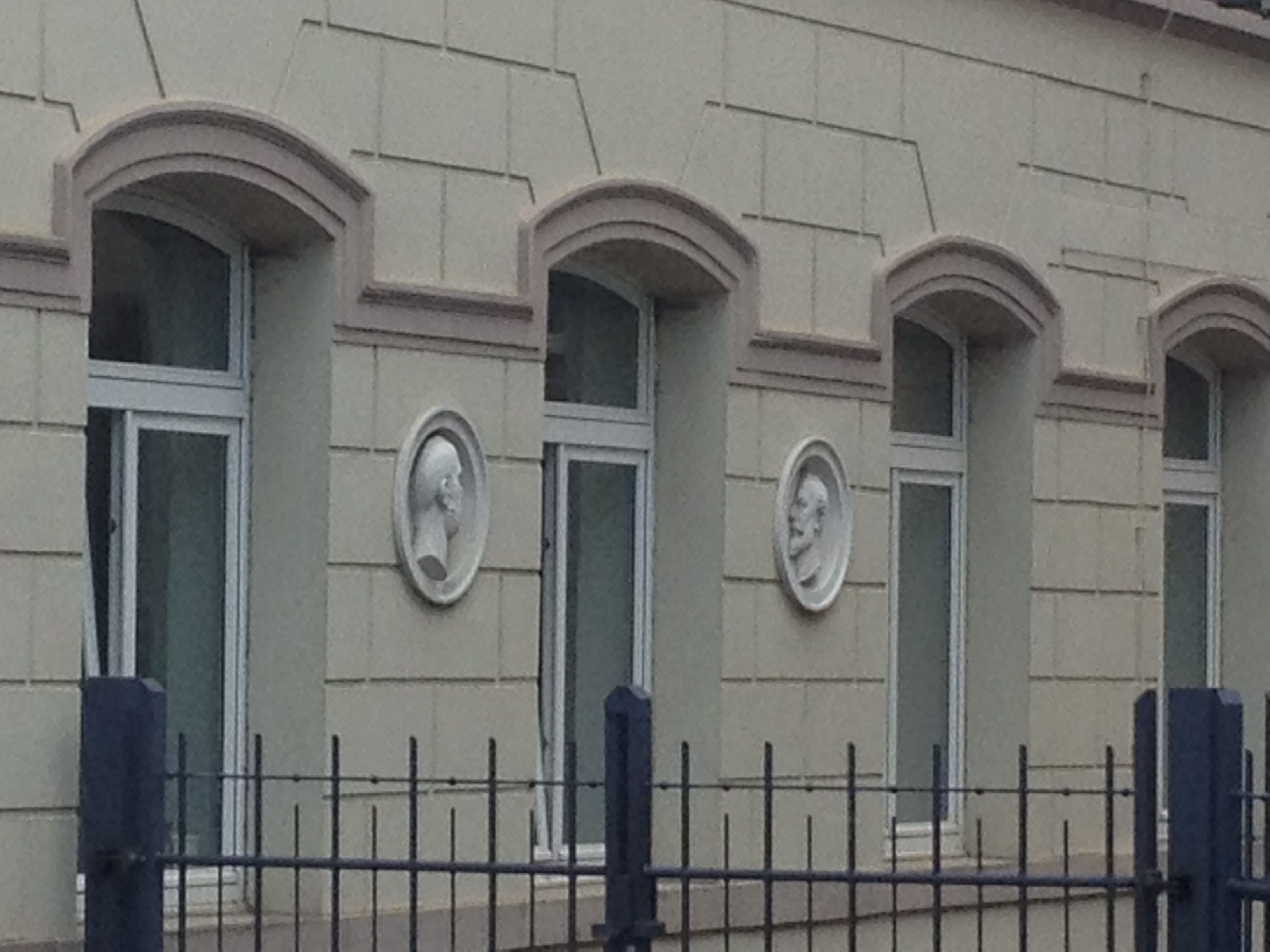
An der Nr. 35 zwei Porträts: links Hermann Kolbe, rechts Friedrich von Heyden
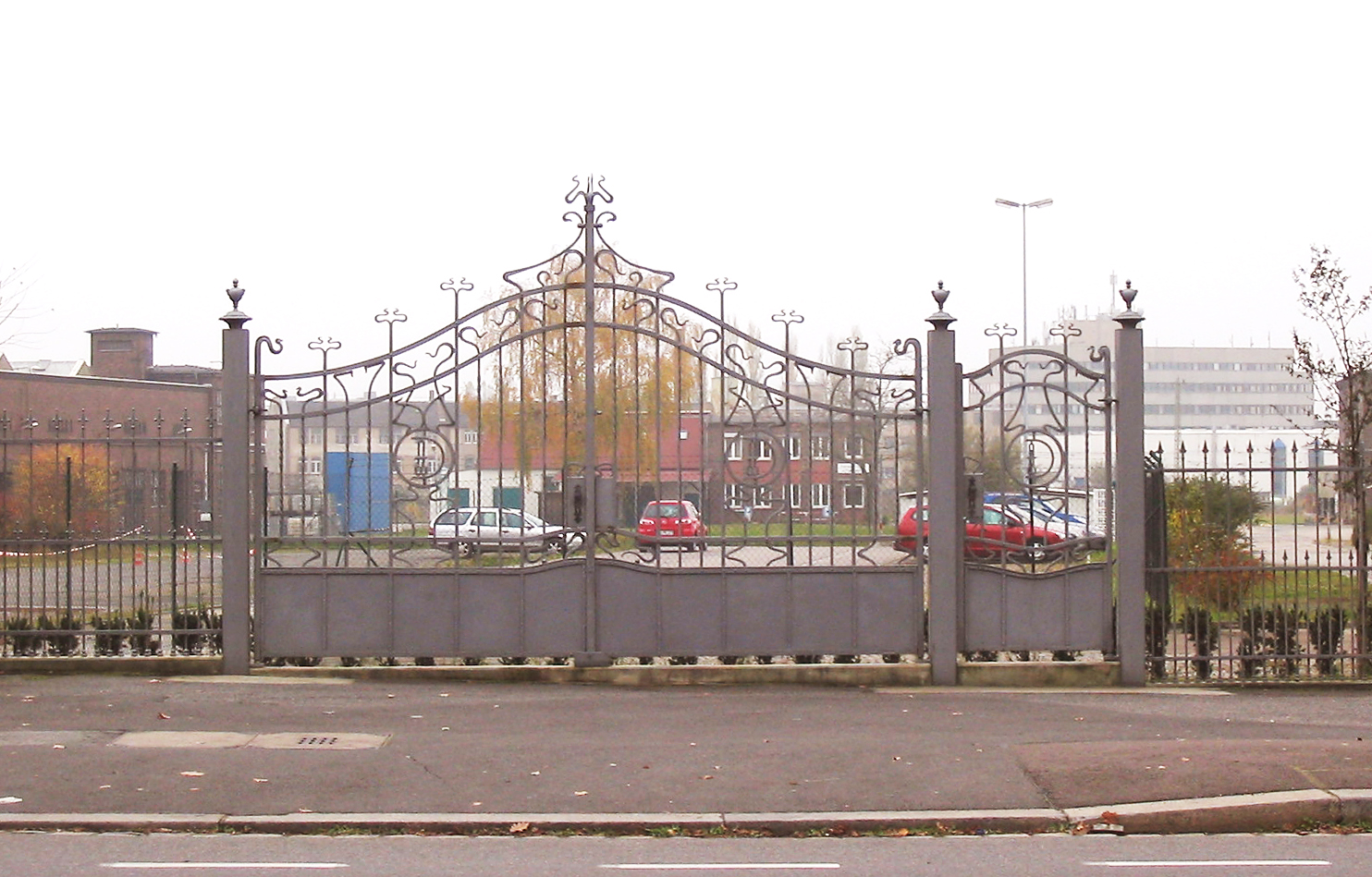
In der Einfriedung stehendes Gittertor

### Laboratoriumsgebäude Meißner Straße 37

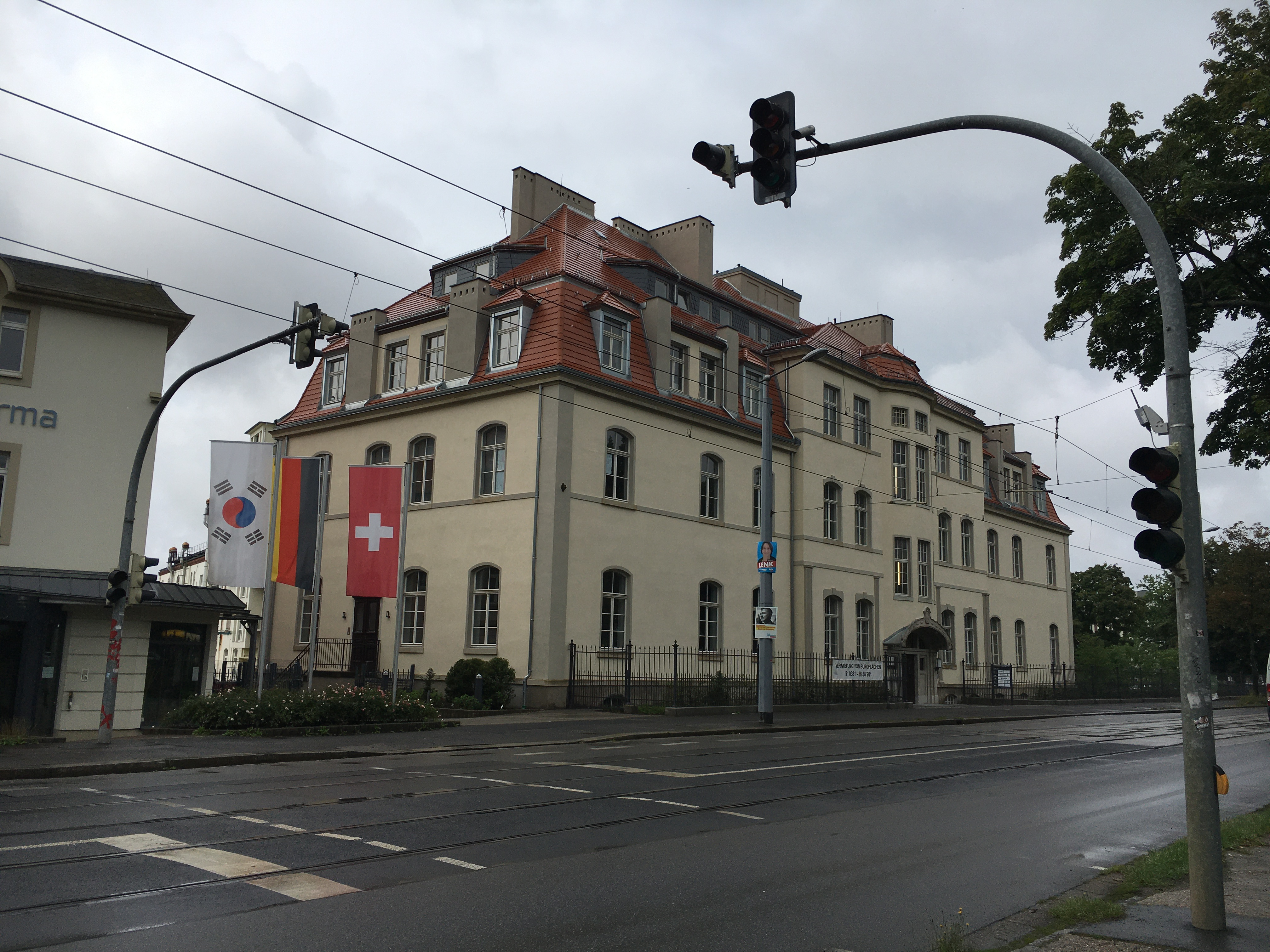
Meißner Straße 37: Laboratoriumsgebäude (2021) nach Sanierung und Öffnung für Gewerbeeinheiten

Das ebenfalls denkmalgeschützte Laboratoriumsgebäude (51° 5′ 50″ N, 13° 41′ 32,5″ O) rechts vom Haupteingang wurde um das Jahr 1910 erbaut oder umgebaut. Der stattliche zweigeschossige Bau steht leicht von der Straße nach hinten versetzt, die Straßenansicht zeigt mittig einen breiten, dreigeschossigen Mittelrisalit, in dem sich ein segmentbogiger Erker über dem Eingangsportal befindet. Über dem Portal befindet sich eine korbbogige Verdachung mit einer getriebenen Blende, in welcher sich wiederum ein Medaillon mit dem Motiv eines Destillationskolbens befindet.
Der schlichte Putzbau zeigt Ecklisenen sowie Stichbogenfenster, obenauf befindet sich ein stark ausgebautes Mansarddach. Das Mansarddach wird von zahlreichen Gauben und Hechtgauben geprägt sowie von den wie Mauerscheiben angeordneten Schornsteinen und Entlüftungen.
Zur Straße hin wurde dieser Grundstücksteil durch einen Lanzettzaun abgeschlossen, der nach der Sanierung des Baus und Öffnung für Gewerbemieter vor der Eingangstür geöffnet wurde.
Nach denkmalgerechter Sanierung wurden die Eigentümer im Jahr 2022 von der Jury mit dem Radebeuler Bauherrenpreis ausgezeichnet.

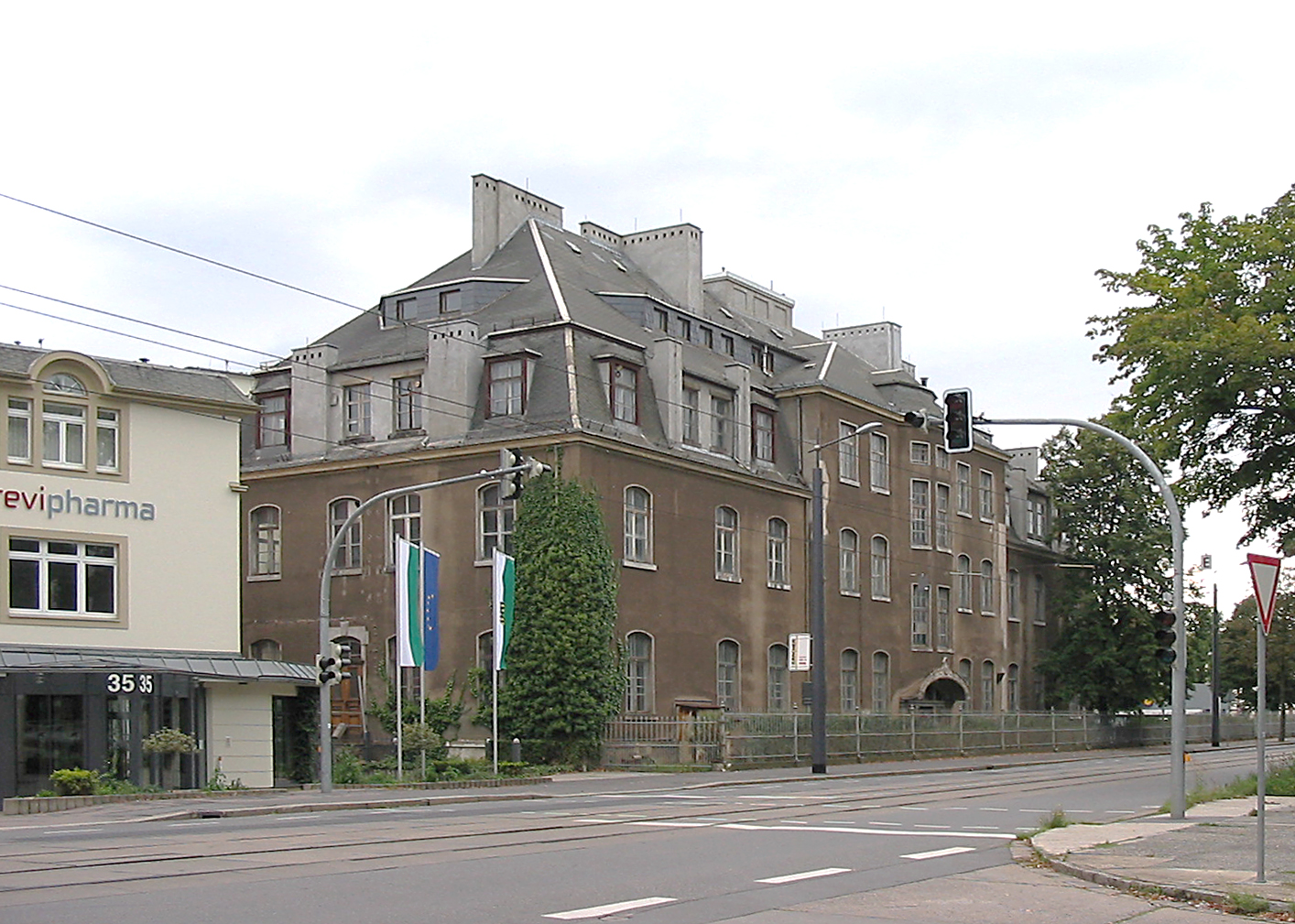
Laboratoriumsgebäude: Zustand 2008
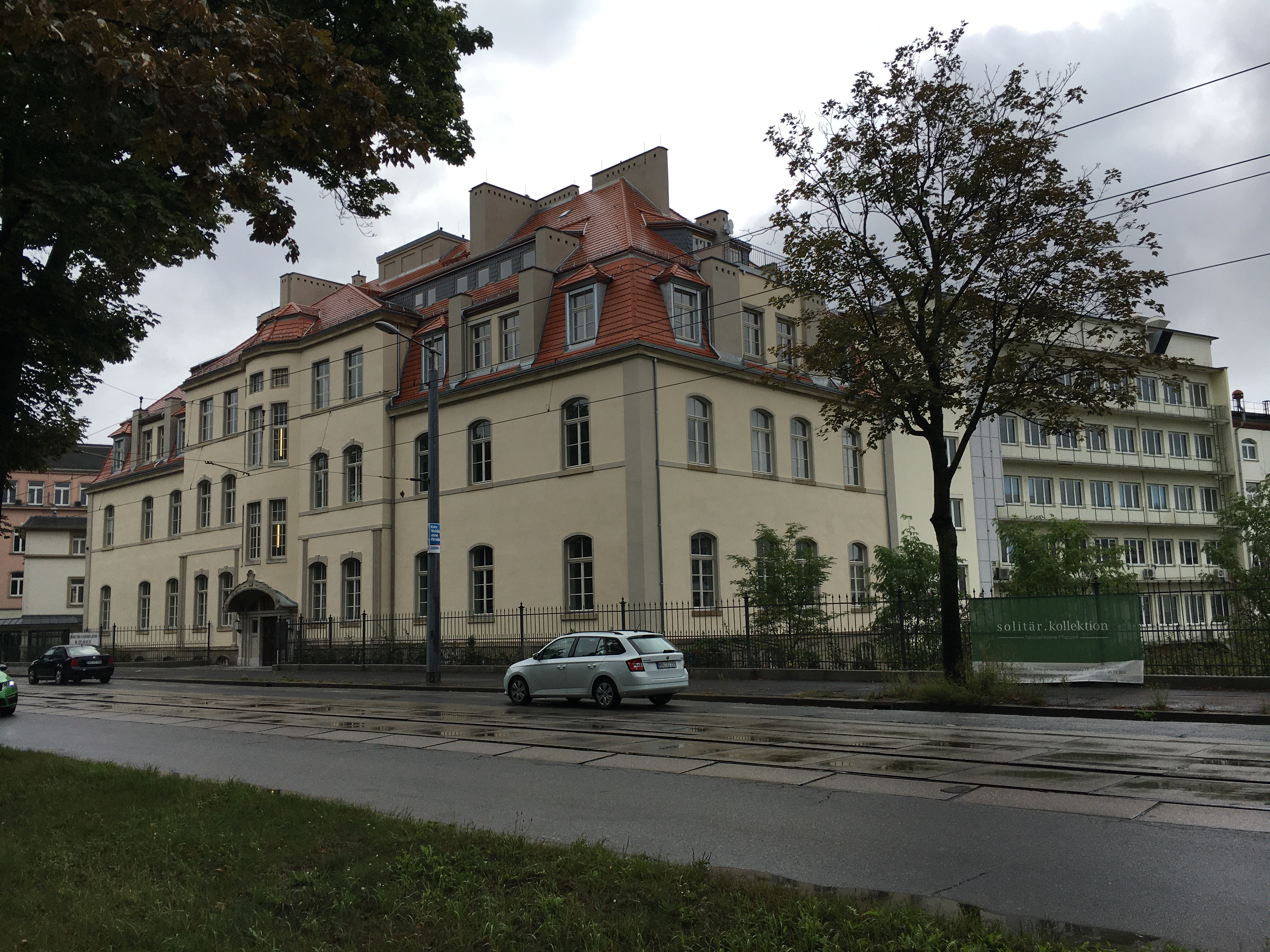
Laboratoriumsgebäude von Westen (2021)
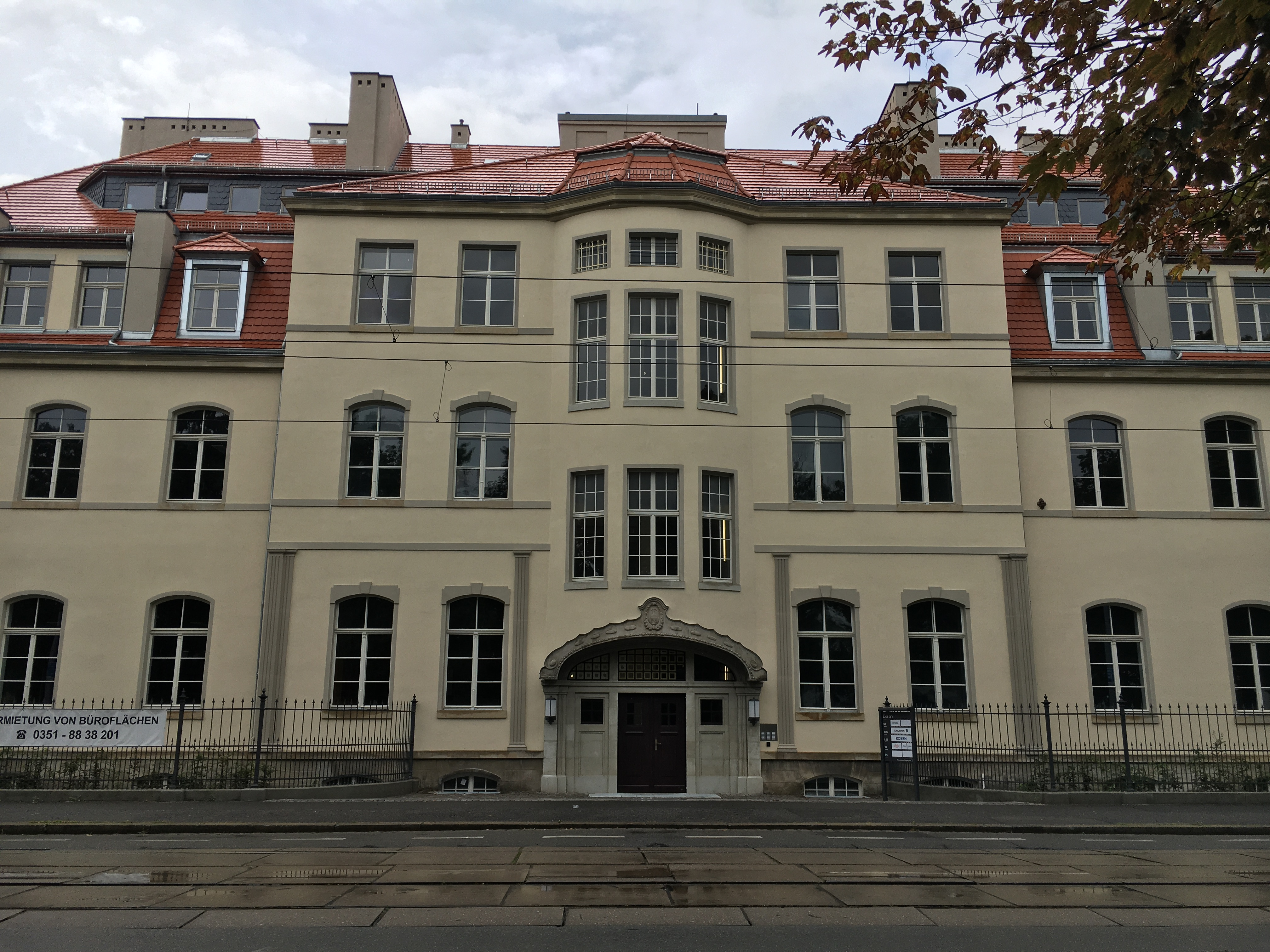
Laboratoriumsgebäude
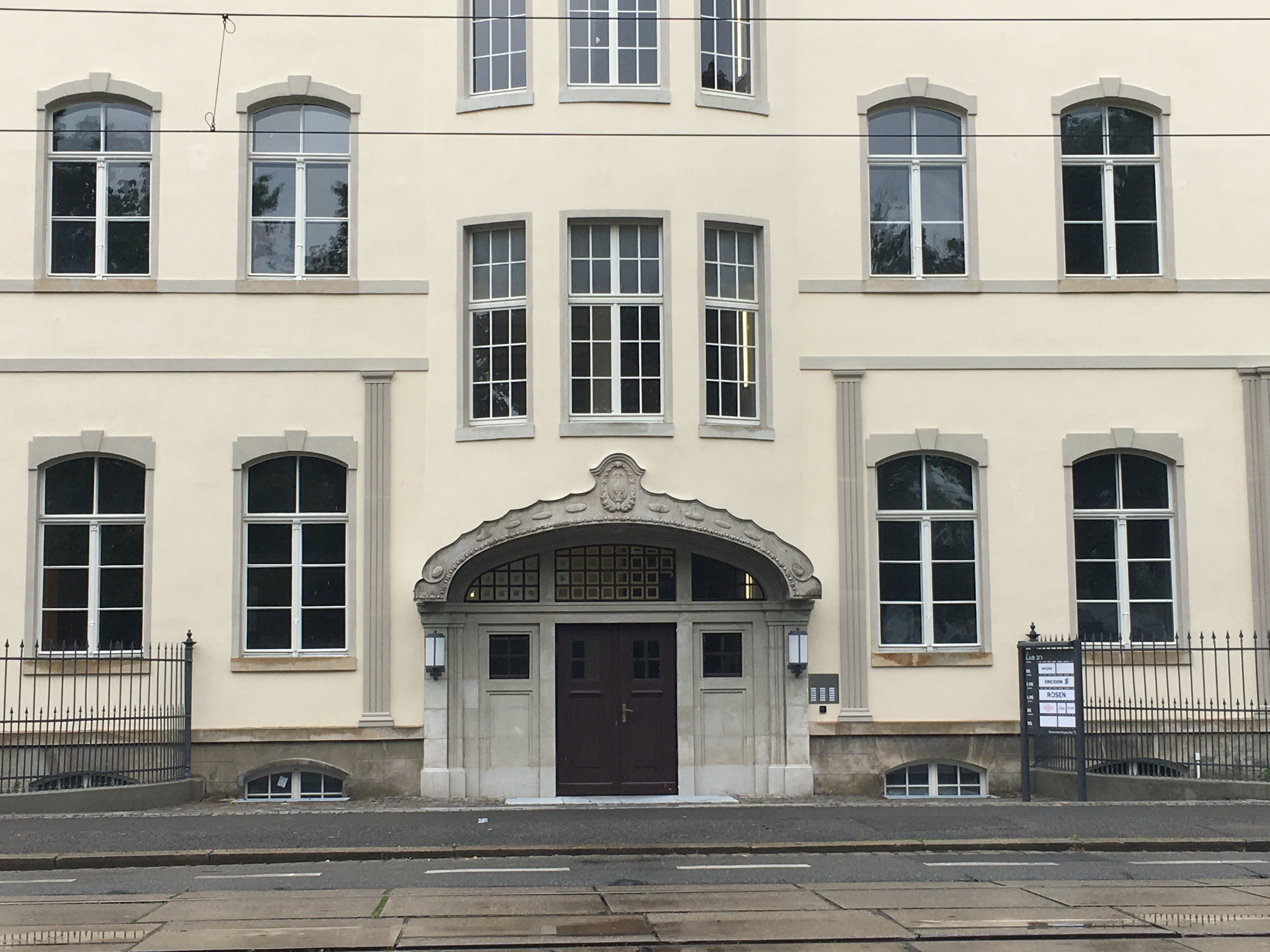
Eingangssituation
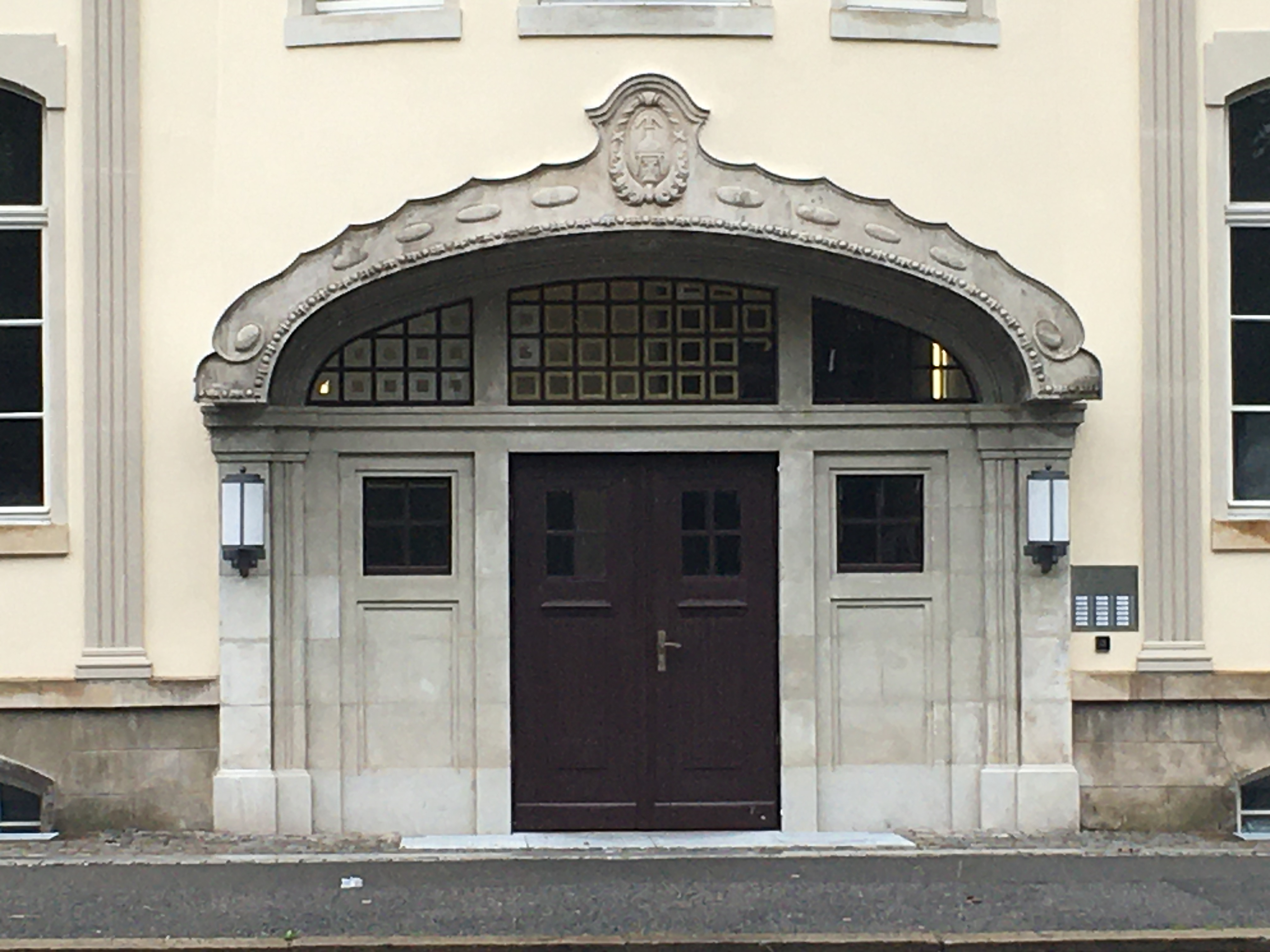
Korbbogiges Eingangsportal

### Fabrikationsgebäude Forststraße

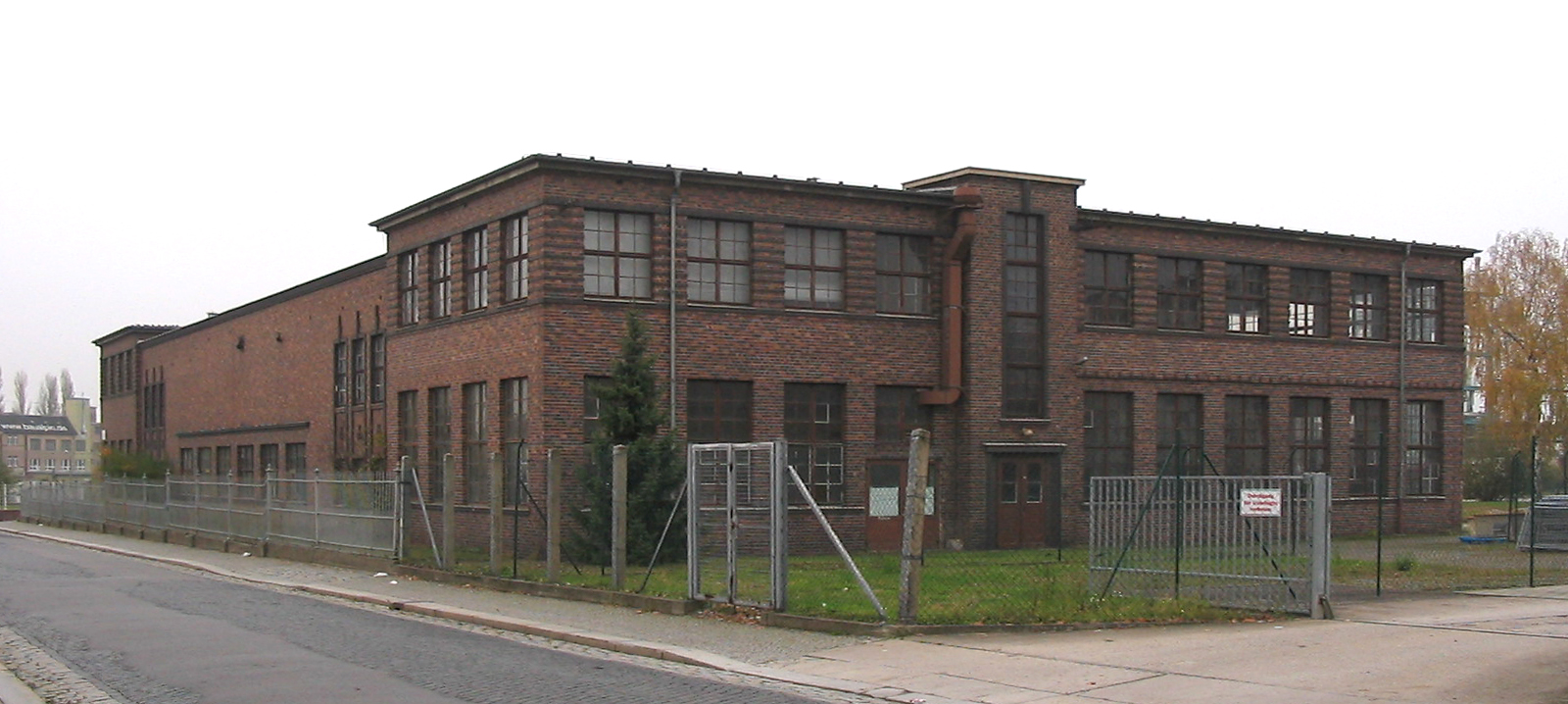
Fabrikationsgebäude Forststraße, Nord- und Ostseite

Das denkmalgeschützte Fabrikationsgebäude an der Forststraße (51° 5′ 43,5″ N, 13° 41′ 33″ O) ist ein zweigeschossiger, „bemerkenswerter“ Klinkerbau im Stil des Neuen Bauens. Das kubische Gebäude mit Flachdach aus dem Jahr 1934 stammt möglicherweise von dem Dresdner Architekten Curt Herfurth. Es ist horizontal durch Klinkerbänder gegliedert, unter anderem zwischen den Fenstern im Obergeschoss, sowie vertikal durch die vorstehenden Treppenhäuser.

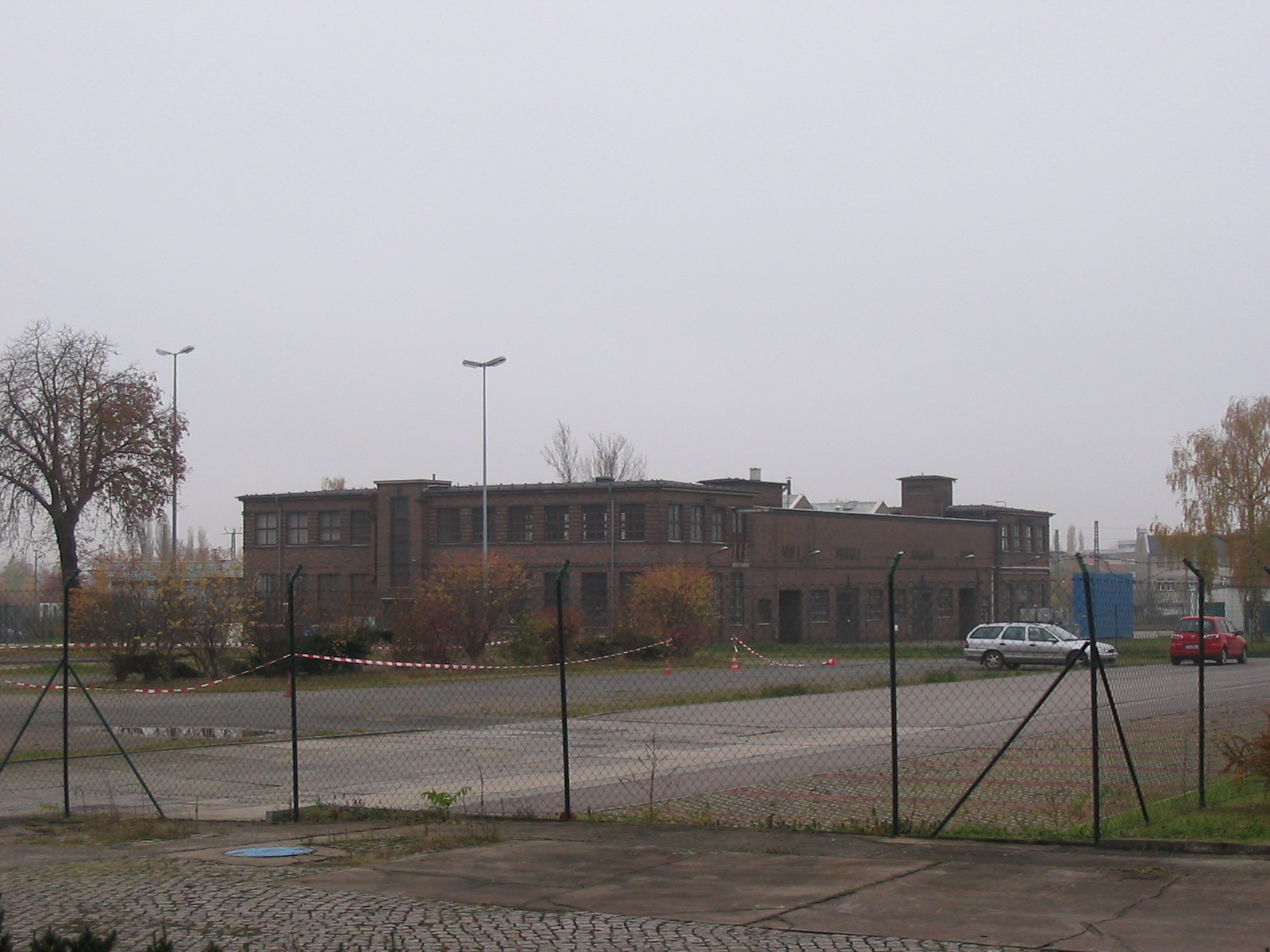
Fabrikationsgebäude Forststraße, Westseite von der Meißner Straße aus
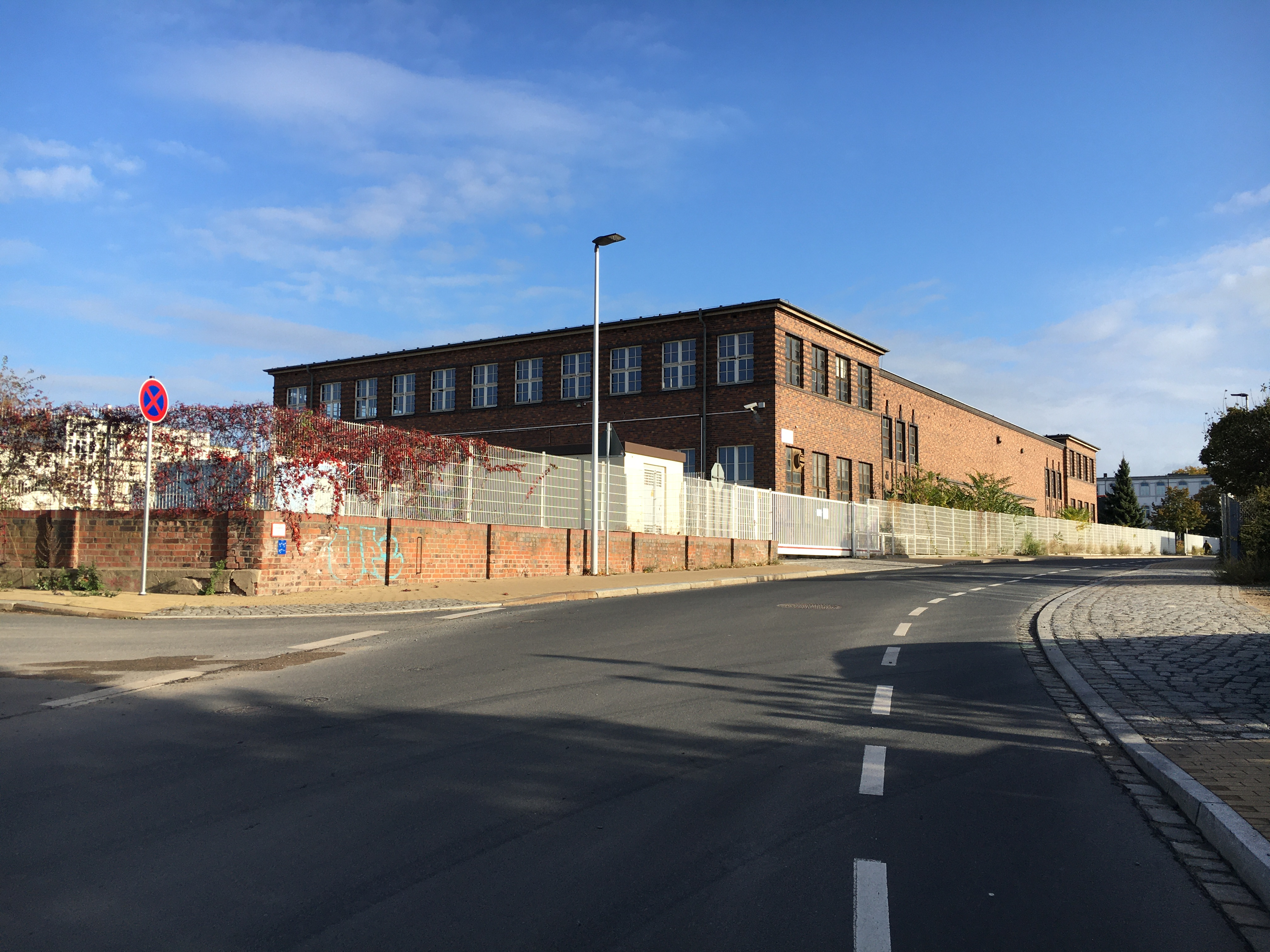
Fabrikationsgebäude Forststraße, Süd- und Ostseite

### Werksgebäude Meißner Straße 31/Ecke Forststraße

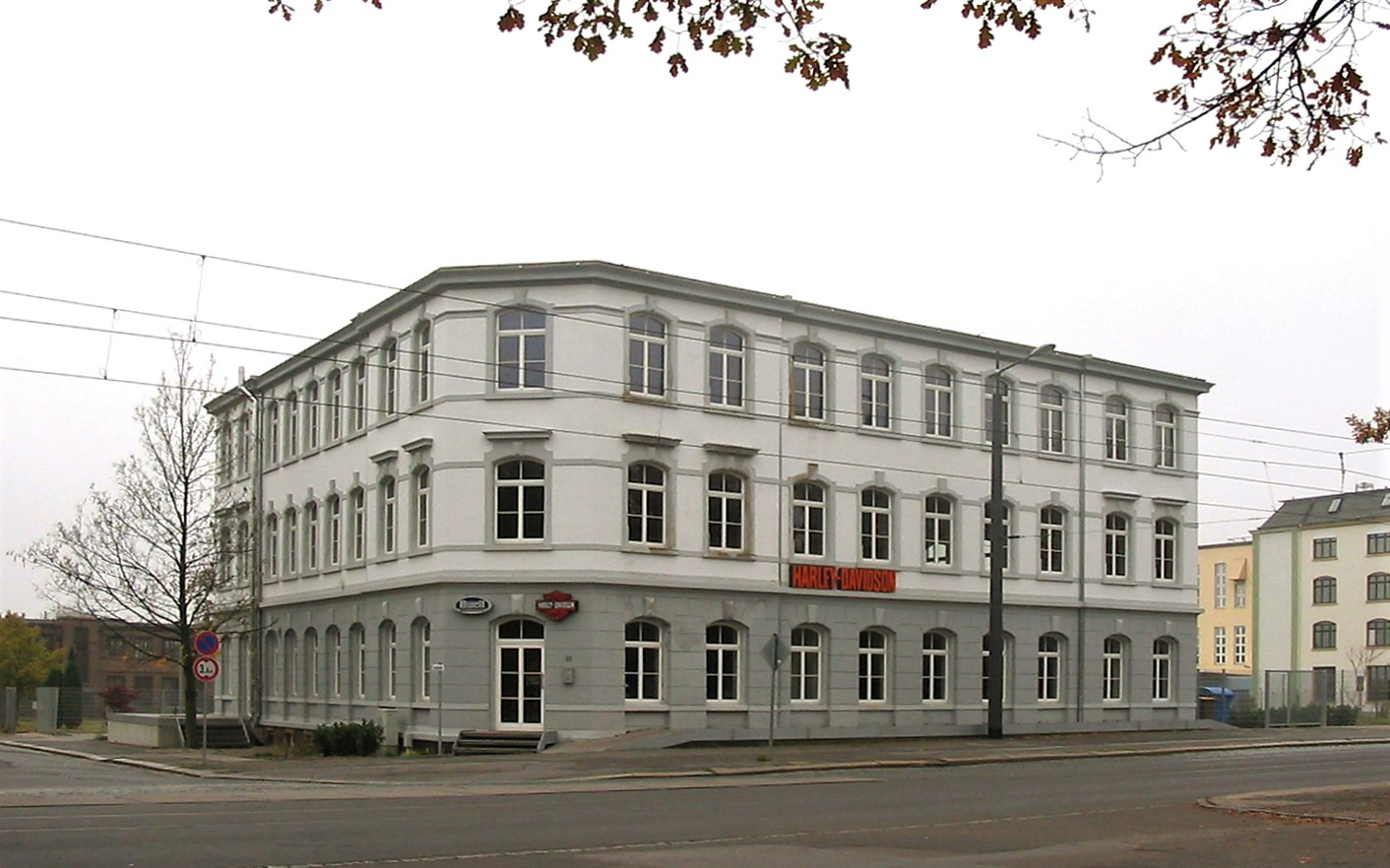
Chemische Fabrik v. Heyden, Meißner Straße, Ecke Forststraße

Das denkmalgeschützte Werksgebäude (51° 5′ 45,5″ N, 13° 41′ 39″ O) an der Ecke Meißner Straße/Forststraße ist ein dreigeschossiger Putzbau mit zwei Gebäudeflügeln. An den Flügelecken befinden sich flache Risalite, die Mitte des Gebäudes ist abgefast, dort befindet sich der Eingang. Das um 1900 erbaute Gebäude trägt ein flach geneigtes Walmdach. Über den stichbogigen Fenster befinden sich jeweils Schlusssteine, im ersten Obergeschoss tragen die Fenster in den Risaliten gerade Verdachungen. Der Bau ist durch Gesimse gegliedert, der Putz im Erdgeschoss durch Nutungen verziert.
Das ehemalige Fabrikgebäude ist „als Teil der einstigen Chemischen (Pharmazeutischen) Fabrik ortsgeschichtlich und industriegeschichtlich bedeutend, zudem [ist es ein] historisierender Bau mit baugeschichtlichem Wert“.
Dieses Gebäude ist aus dem Fabrikgelände ausgegliedert und beherbergt ein Motorradgeschäft.

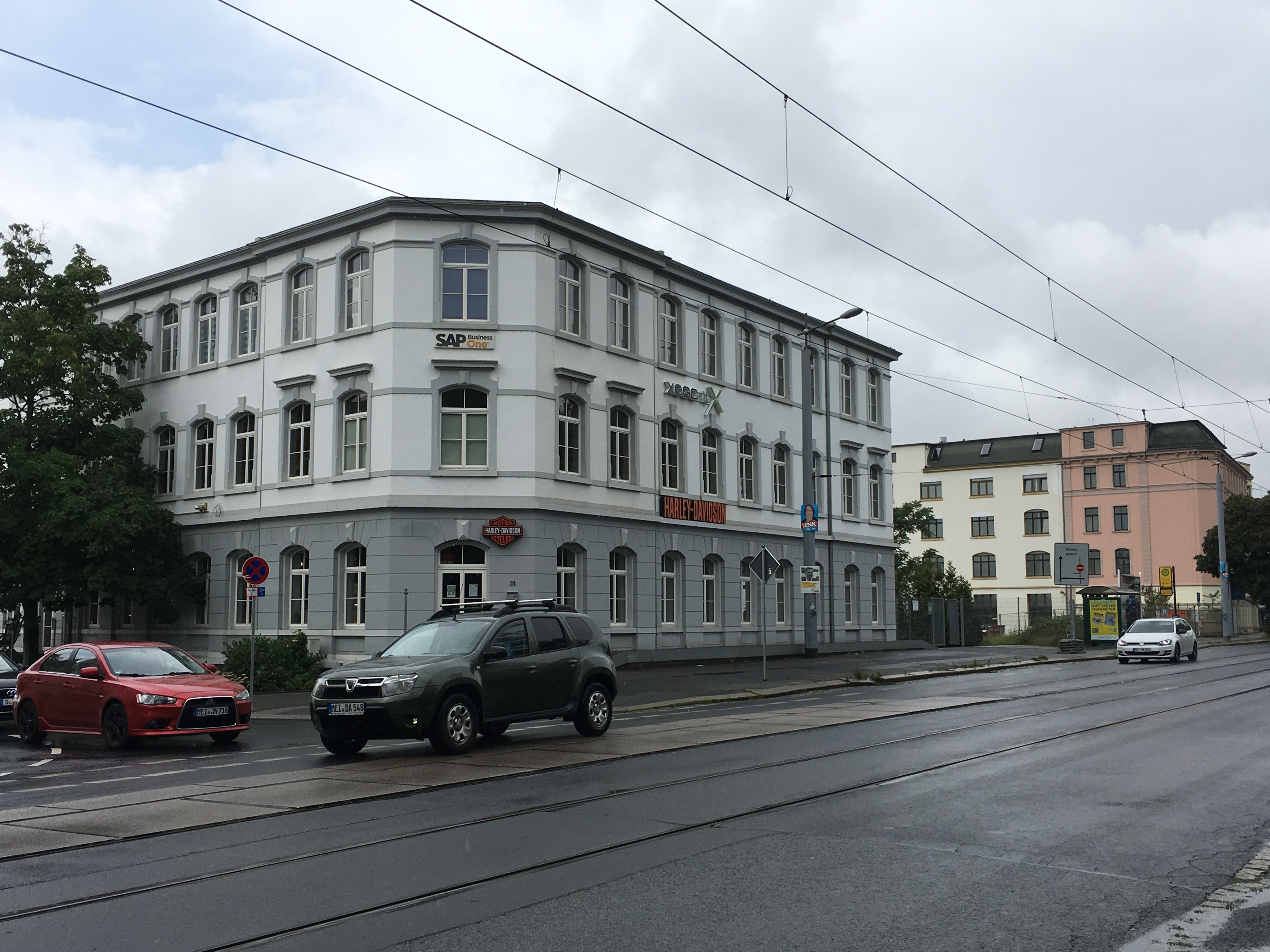
Meißner Straße 31 und 35
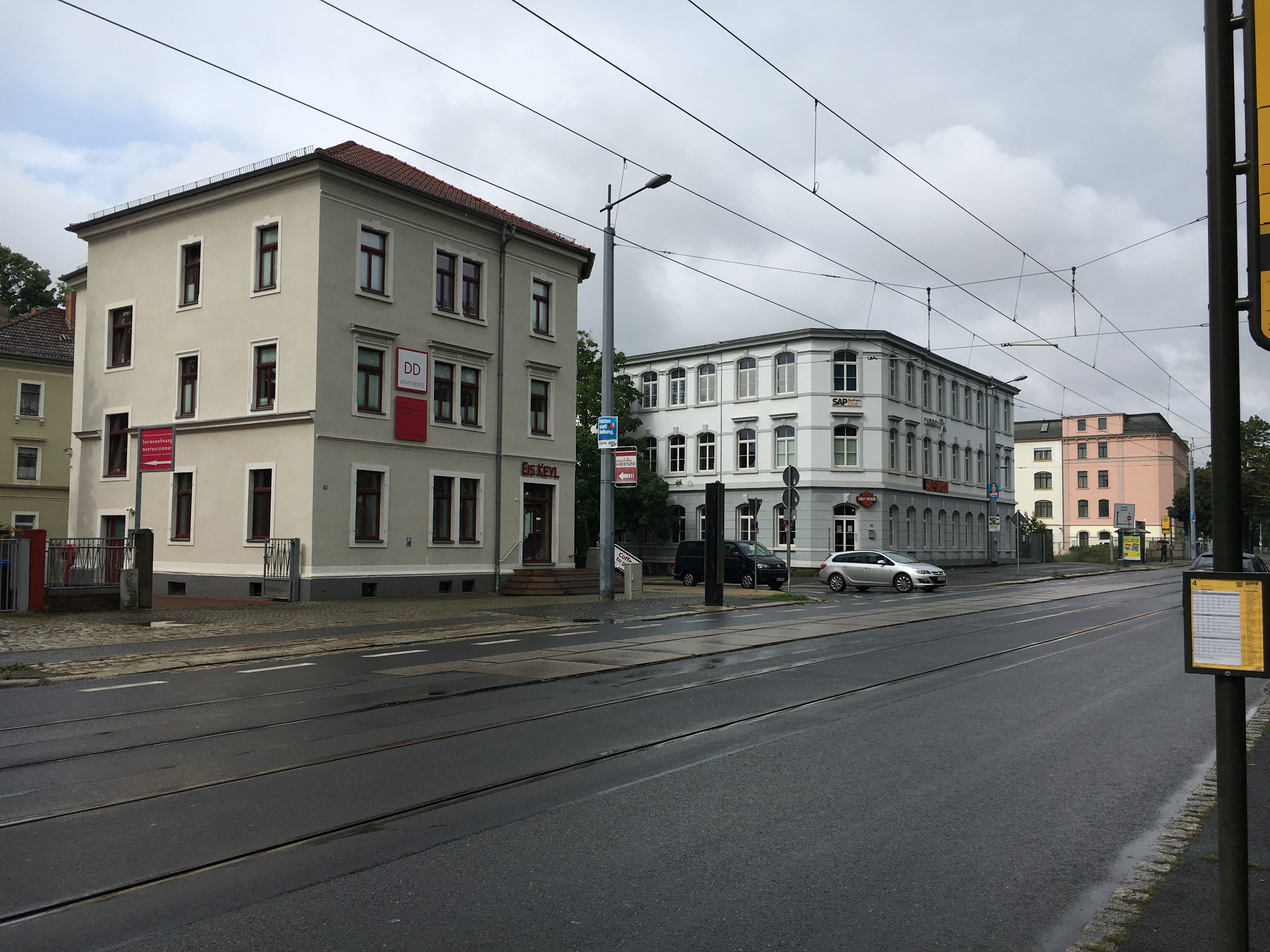
Meißner Straße 31 und 35, links davor die Nr. 29

### Wald-Kasino „Friedrich-von-Heyden-Haus“

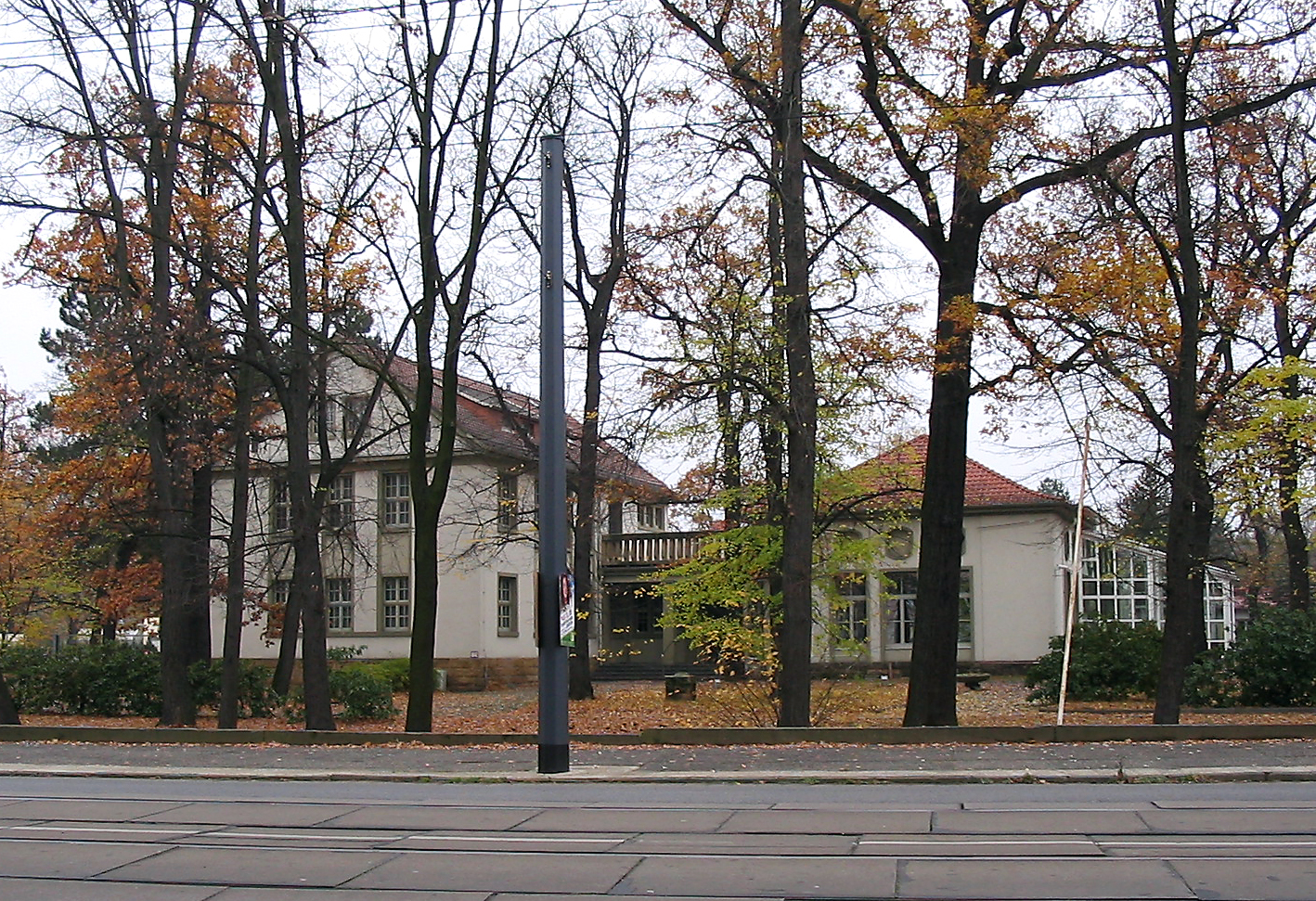
Wald-Kasino „Friedrich-von-Heyden-Haus“

Das unter Denkmalschutz stehende Büro- und Aufenthaltsgebäude Meißner Straße 30 (51° 5′ 50″ N, 13° 41′ 38″ O) für „Beamte“ der Chemischen Fabrik v. Heyden entstand 1924 auf der nördlichen Seite der Meißner Straße. Das Dresdner Architekturbüro Lossow & Kühne entwarf 1934 auf der rechten Seite einen eingeschossigen Saalbau als Erweiterung. Anlass war das 60-jährige Bestehen des Unternehmens. Der im Wald gegenüber der Fabrik liegende Bau wurde als „Wald-Kasino“ bezeichnet und erhielt zu Ehren des Gründers den Namen Friedrich-von-Heyden-Haus.
Die Baugruppe besteht aus zwei giebelständig zur Meißner Straße ausgerichteten Baukörpern mit einem eingeschossigen Verbindungsbau als Eingang mit einer Balustrade obenauf. Der auf der linken Seite stehende zweigeschossige Baukörper hat ein Satteldach mit Schleppgauben, die Fenster der Giebelseite sind vertikal betont, der Giebel darüber ist abgesetzt. In der linken Seitenansicht steht ein polygonaler Treppenhausturm mit einem geschweiften Abschluss.
Der stilistisch spätere, eingeschossige Erweiterungsbau des Casinos auf der rechten Seite hat ein flaches Walmdach mit Fledermausgauben, dazu breite Ecklisenen und hohe Rechteckfenster.

### Ausbildungsstätte „Freie Jugend“

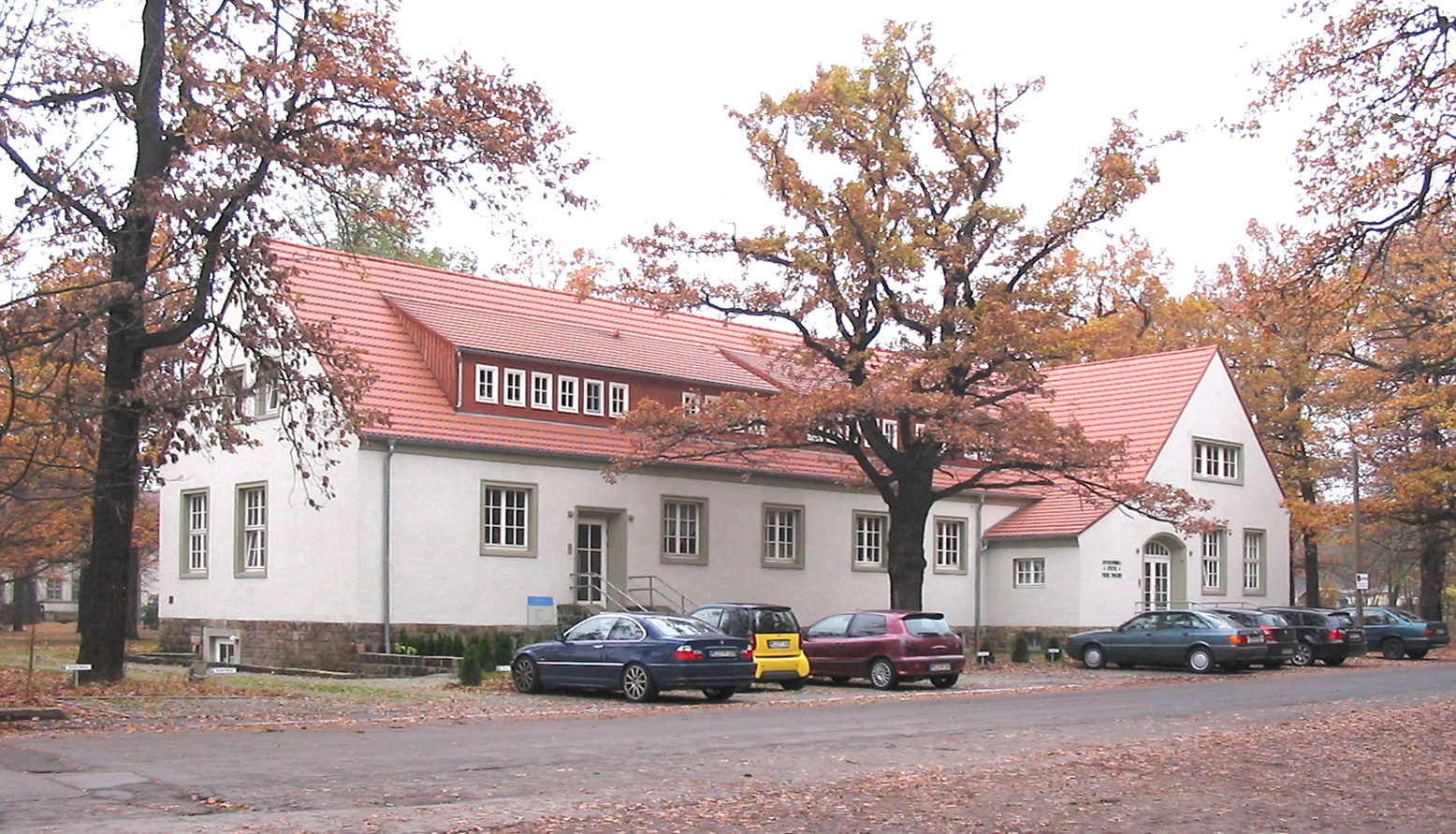
Ausbildungsstätte „Freie Jugend“

Das denkmalgeschützte ehemalige Schulungszentrum Forststraße 22–22d (51° 5′ 47″ N, 13° 41′ 41,3″ O) wurde 1955 durch den VEB Chemische Fabrik v. Heyden für eigene Zwecke errichtet. Vor 2009 erfolgte eine Umnutzung des privatisierten Gebäudes zu Wohnzwecken.
Der im Stil traditionalistischer Architektur der Nachkriegszeit errichtete, L-förmige Putzbau ist ein eingeschossiges Gebäude mit ausgebautem Satteldach und Hechtgauben, das als Schulungsgebäude auch Labore beherbergte. Im Giebel des Gebäudes befindet sich der stichbogige Haupteingang mit einer Freitreppe.

### Chemische Fabrik „Pyrgos“ im Albertschlösschen
Von 1922 bis zum Ende des Zweiten Weltkriegs betrieb das Unternehmen im Albertschlösschen im Stadtteil Serkowitz die Tochtergesellschaft Chemische Fabrik „Pyrgos“.